# Binnenhof
Pour la station du métro de Rotterdam, voir Binnenhof (métro de Rotterdam).
La Binnenhof (nom historique : Hof van Holland, « Cour de Hollande » ; prononcé : [ˈbɪnə(n)ˌɦɔf]  ; la « Cour intérieure ») et la Buitenhof (« Cour extérieure »), une place adjacente autrefois également appelée Nederhof, est un ensemble de bâtiments situé au centre de La Haye, regroupant les centres décisionnels législatifs et exécutifs des Pays-Bas, qui a été le centre de la politique du comté de Hollande et hollandaise pendant des siècles. La Première (Sénat) et la Seconde Chambre des États généraux (Chambre des représentants), les deux organes qui forment ensemble la représentation nationale néerlandaise, parlement, s'y réunissent et y siègent.
Le Premier ministre des Pays-Bas, président du conseil des ministres et représentant officiel de l'État néerlandais, y a également son bureau, dans la Torentje,. Elle abrite notamment la bibliothèque parlementaire, tout comme la Ridderzaal en son centre, où le monarque prononce son discours du Trône annuel lors du Prinsjesdag, en septembre. Le conseil des ministres se réunit hebdomadairement dans la salle des Trêves ou Trêveszaal, où a été négociée la trêve de Douze Ans en 1608. La Division consultative du Conseil d'État (AARvS), qui a pour mission publique de fournir des conseils indépendants au gouvernement et au Parlement sur la législation et l'administration, y est aussi installée. La ville s'est construite autour de la Binnenhof qui est ainsi devenue le véritable centre du pouvoir au niveau national.
Les origines de la Binnenhof remontent à la construction d'un château par les comtes de Hollande, qui y résidaient depuis le XIIIe siècle. Plus tard, ils furent remplacés par les stathouders des États de Hollande et de Frise-Occidentale, des États généraux des Provinces-Unies et, depuis 1815, des États généraux du royaume des Pays-Bas. La Binnenhof est le plus ancien complexe parlementaire d'Europe qui sert encore de tel, dans lequel la salle de réunion de la Première Chambre, construite vers 1655 comme salle de réunion pour les États de Hollande et de Frise-Occidentale, peut être considérée comme la plus ancienne salle de réunion parlementaire en service.
La Binnenhof actuelle est le résultat de nombreuses rénovations au cours des siècles, au cours desquelles de nouvelles parties ont été ajoutées et des parties existantes ont été modifiées. La rénovation la plus récente a été achevée en 1992. Le complexe de la Chambre des représentants a été agrandi et, entre autres, la salle de réunion de la Chambre des représentants a été déplacée. Une rénovation à grande échelle de la Binnenhof a commencé en 2021.
La ville de La Haye doit son existence à la Binnenhof, qui a assuré au fil des siècles un afflux d'administrateurs et d'ouvriers qui se sont installés dans les environs. Elle est considérée comme l'un des 100 plus beaux monuments nationaux néerlandais. Dans l'usage de la langue néerlandaise, le mot « Binnenhof » est souvent synonyme de parlement néerlandais.
Le complexe de la Binnenhof et le Gevangenpoort appartiennent au gouvernement central et sont gérés par l' Agence immobilière du gouvernement central. Le complexe fait partie du Top 100 de l'Agence nationale du patrimoine et de la vue nationale protégée de La Haye - Binnenhof.

## Histoire

### Origines
On ne connaît pas avec certitude les origines de la Binnenhof. Selon une hypothèse, le terrain de la Binnenhof et ses environs auraient été achetés par le comte de Hollande Floris IV en novembre 1229. Dans un acte de 1229, le seigneur Dirk Ier de Wassenaer confirme qu'il a vendu sa possession de la juridiction sur la cour (hof) de feu Dame Meilendis, y compris tous les « hommes et ouvriers agricoles » présents, au comte Floris. Selon certains historiens contemporains, Dame Meilendis est probablement la veuve de Filips van Wassenaer, le père du seigneur Dirk,,,.
Il n'existe aucune documentation sur l'emplacement exact de cette cour. Tout au long de l'histoire, les historiens ont discuté de trois emplacements possibles, en particulier le site de l'actuelle Binnenhof, le Plaats voisin et le Pastoorswarande dans le Kortenbos.   
De nombreux historiens s'accordent à dire que la construction de la cour comtale sur la Binnenhof est directement liée à la transformation de la maison comtale « Losdun » en abbaye de Loosduinen, qui a lieu à peu près à la même époque. La construction d'une nouvelle cour comtale à une distance relativement proche rend la propriété de la maison superflue, après quoi le comte en fait don à l'ordre cistercien. Dans l'église abbatiale médiévale de Loosduinen, toujours existante, on peut reconnaître une relation architecturale avec la cour comtale du Binnenhof.

### Château du premier Comte

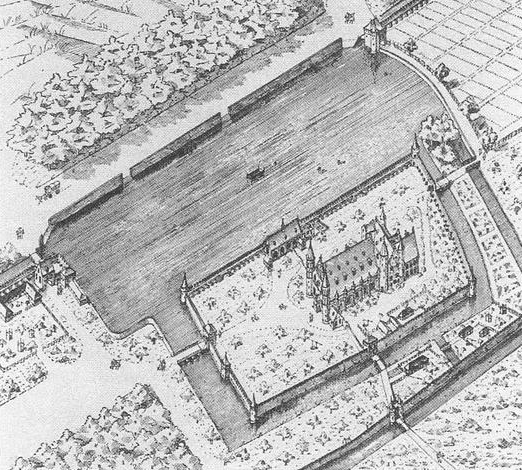
Cornelis Peters (1847-1932), Binnenhof au XIIIe siècle, gravure.

La première construction du comte de Hollande consiste très probablement en l'actuel Rolgebouw comme quartier résidentiel, avec la Haagtoren, ainsi qu'une salle indépendante à l'emplacement de la plus ancienne cave encore existante sous la salle des chevaliers. À cette époque, le Rolgebouw se trouve probablement un étage plus bas. Cette conclusion est tirée dès 1907 par le Comité consultatif, après des recherches structurelles dans le cadre de la restauration du complexe.

### Expansion

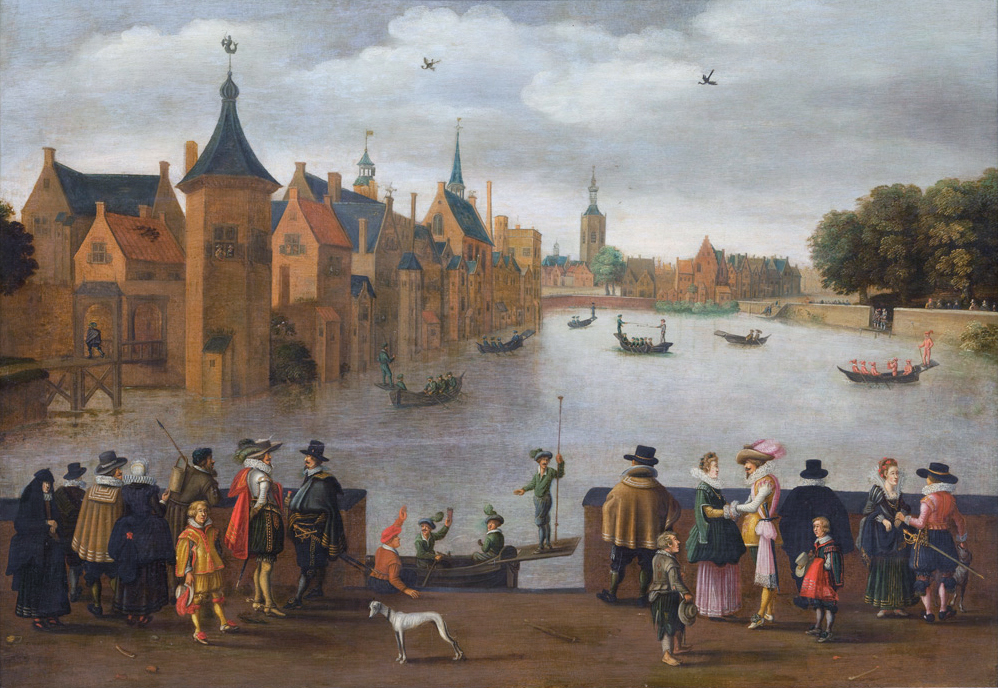
École hollandaire, Les Bâtiments du Binnenhof le long du Hofvijver avec une joute nautique sur l'eau, vers 1625.

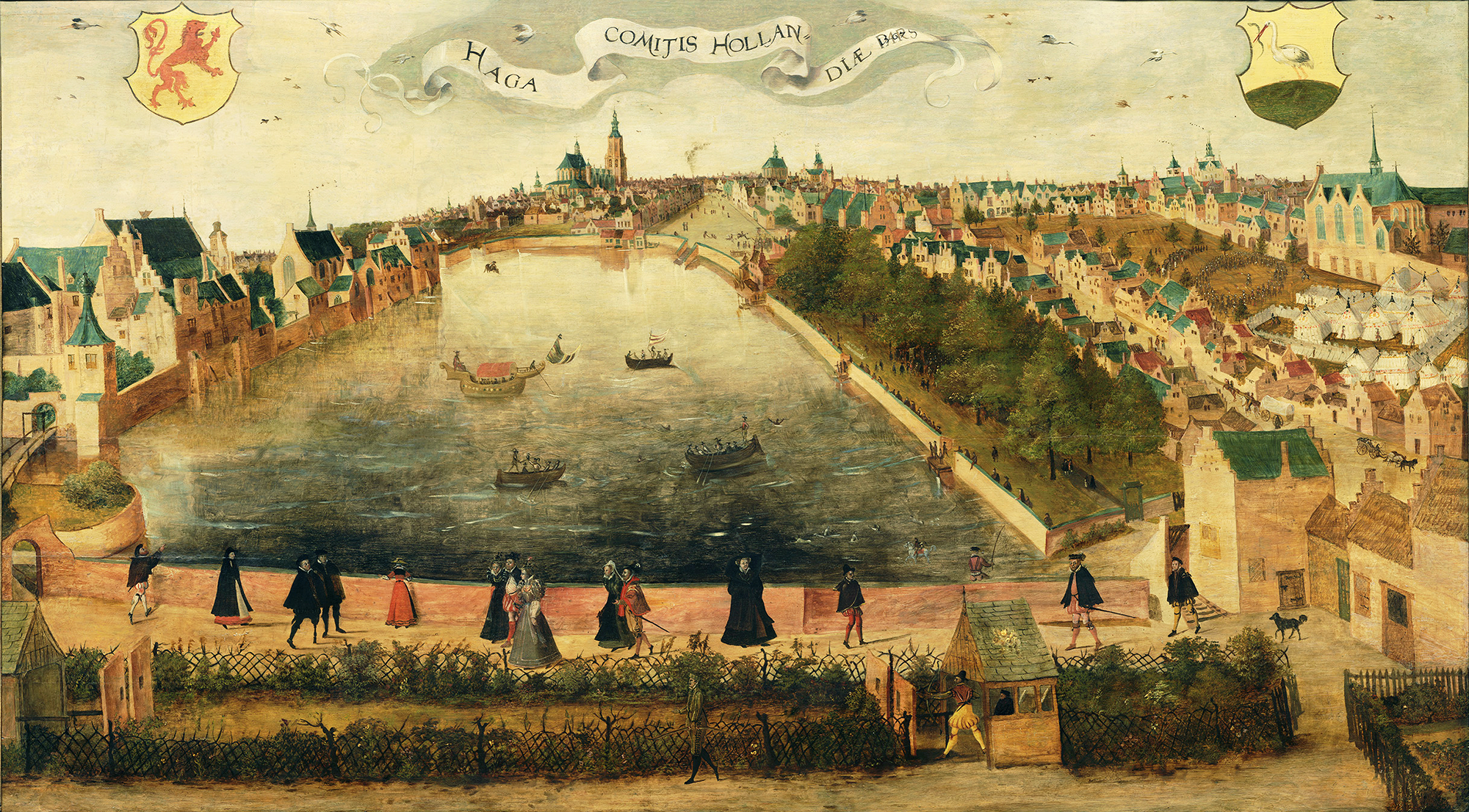
Le site de la Binnenhof en 1567, sur la gauche de l'étang.

Le fils de Floris IV, le comte Guillaume II, commence l'agrandissement en un complexe de château, qui inclut également la Buitenhof alors fortifiée, y compris le Gevangenpoort. Entre 1248 et 1280, Guillaume construit la chapelle de la cour et la salle gothique des chevaliers. À gauche et à droite, perpendiculairement à la salle des chevaliers, se trouve un mur qui divise l'espace devant et derrière le bâtiment. Les deux murs ont une porte. La chapelle de la cour est construite au bout du mur, près du Hofvijver, et à proximité d'elle, la Maison du Chevalier, où sont logés les chevaliers en visite ; des cuisines sont ajoutées sur le côté sud. La porte sud s'appellle Keukenpoort, et derrière elle se trouvait le Keukenhof (« Cokenplein »). 
Des locaux d'habitation sont ajoutés derrière la salle des chevaliers. Une porte (appelée plus tard porte des Maurits ou des Grenadiers) et un pont permettent d'accéder au jardin de choux et à un verger, où se trouvent désormais le Mauritshuis et le Plein.
Le château est probablement achevé sous le règne du fils de Guillaume, le comte Florent V de Hollande. Le Binnenhof est probablement brièvement la résidence des comtes de Hollande. Les comtes de Hainaut n'habitent la Binnenhof que temporairement. Néanmoins, ils agrandissent le château avec de nouveaux bâtiments. Sous certains comtes de Bavière, le château est à nouveau une résidence ; Albert Ier de Hainaut, en particulier, y vit longtemps.
Outre le  Hofvijver, l'étang de la cour, la Binnenhof est entourée de canaux pendant des siècles, qui permettent également d'accéder à Delft via le Spui. C'est important pour l'approvisionnement en bière, car seules les villes dotées de droits de cité sont autorisées à produire de la bière. Aujourd'hui, il ne subsiste que le Hofvijver et une petite partie du canal oriental à côté du Torentje.
La Ridderzaal est le lieu où se rassemblent les États généraux du royaume des Pays-Bas entre 1446 et 1795. À partir de ce moment, mais pour une courte période, les comtes de Hollande s'y font enterrer. Johan van Oldenbarnevelt y est exécuté en 1619.

### Projets de démolition
Il est prévu à deux reprises de démolir la Binnenhof. Entre 1806 et 1810, le pays est gouverné depuis Amsterdam : le roi Louis Bonaparte y transfère son siège, et met le complexe à la disposition du ministère de la Guerre, qui établit une école de formation militaire avec plus de 1 500 étudiants installés dans une grande partie du complexe. Dans d'autres parties de la Binnenhof, des pièces sont utilisées par des associations locales ou servent d'espace de stockage. Une partie est vide.
Le roi envoie son ministre des Finances Alexander Gogel à La Haye pour rédiger un rapport sur l'état de la Binnenhof. Gogel déclare que la Binnenhof est dans un très mauvais état et conseille même de démolir de grandes parties, y compris la salle des chevaliers, tous les appartements du comte, l'aile du stadhouder et les autres bâtiments sur les côtés sud et est. Le matériel de démolition pourrait ensuite être vendu au plus offrant, conclut-il.
Le roi abdique en 1810 et les Pays-Bas sont annexés à la France par son frère l'empereur Napoléon Ier. Sous l'empereur, l'utilisation de la Binnenhof par le ministère de la Guerre est encore intensifiée. Napoléon est constamment engagé dans des guerres et rend donc cette pratique nécessaire. Il crée, entre autres, la Haute Cour militaire et un hôpital militaire au Binnenhof, qui est fermée au grand public, qui réagit avec colère. Le roi Guillaume Ier, arrivé au pouvoir en 1813, décide de remettre la Binnenhof en service, la protégeant ainsi de la démolition.
En 1848, les États généraux des Provinces-Unies veulent envoyer un signal clair selon lequel la révision constitutionnelle de 1848 place le pouvoir entre les mains des États généraux plutôt que du roi ; ses membres pensent que ce serait une bonne idée de démolir l'ancien centre du pouvoir et de construire de nouveaux bâtiments gouvernementaux en guise d'action. Cependant, la population locale est davantage préoccupée par la valeur historique de la Binnenhof et s'oppose avec succès aux projets.

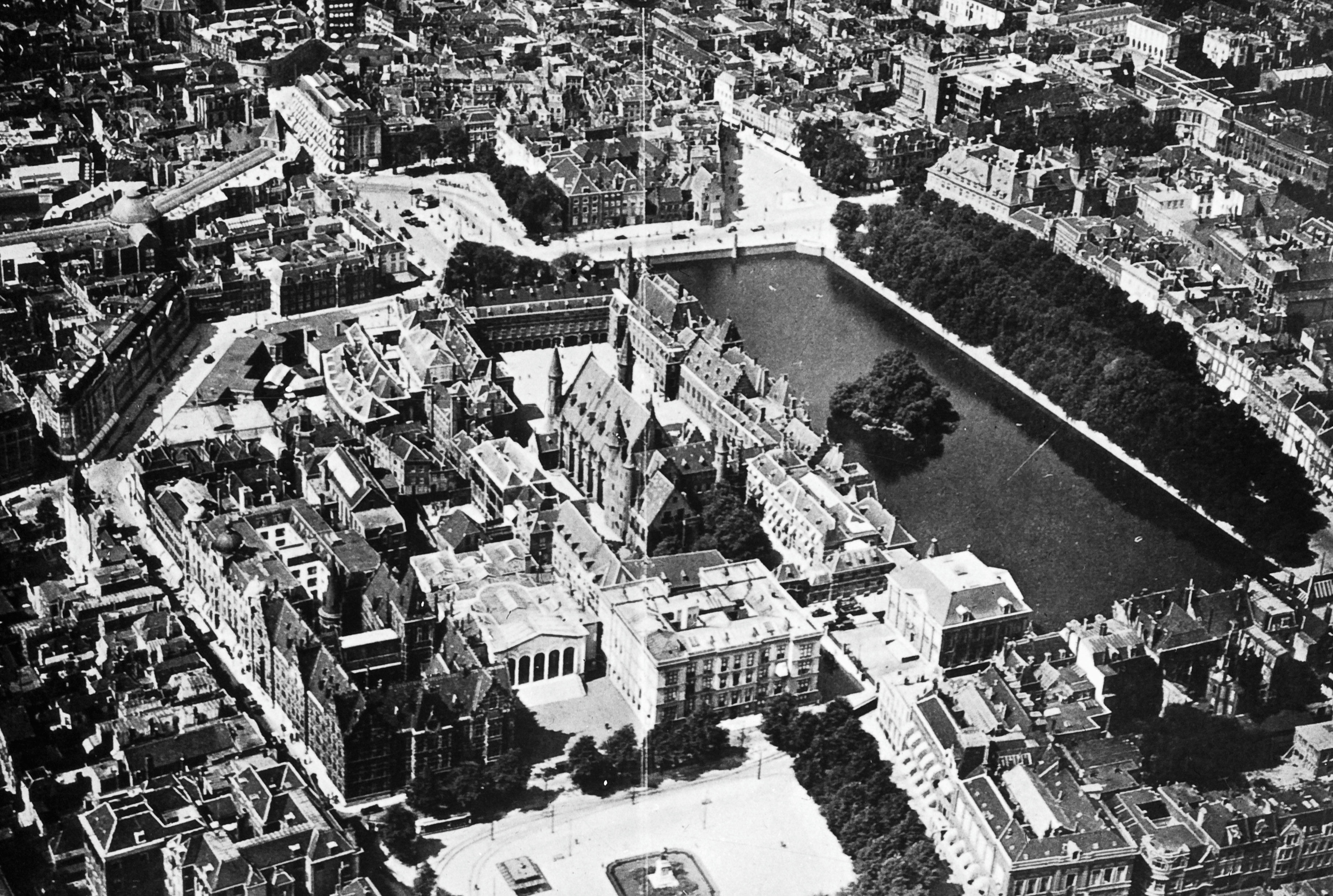
Photographie aérienne de la Binnenhof en 1938.

En 1863, Johan Rudolf Thorbecke élabore de nouveaux plans pour la construction d'un « Palais des États généraux ». Cette année-là, il fait passer au Parlement une loi qui permettrait de remplacer les vieux bâtiments. Plusieurs projets sont réalisés pour un nouveau bâtiment du Parlement, notamment par les architectes bavarois Emil et Ludwig Lange, qui rencontrent la résistance des membres conservateurs des Première et Deuxième Chambres. Finalement, les derniers plans sont rejetés dans les années 1870.

### Seconde Guerre mondiale
Pendant l'occupation des Pays-Bas par l'Allemagne nazie (1940-1945), la Binnenhof est utilisée par les Allemands comme siège du gouvernement.

### Rénovation et extension de 1992

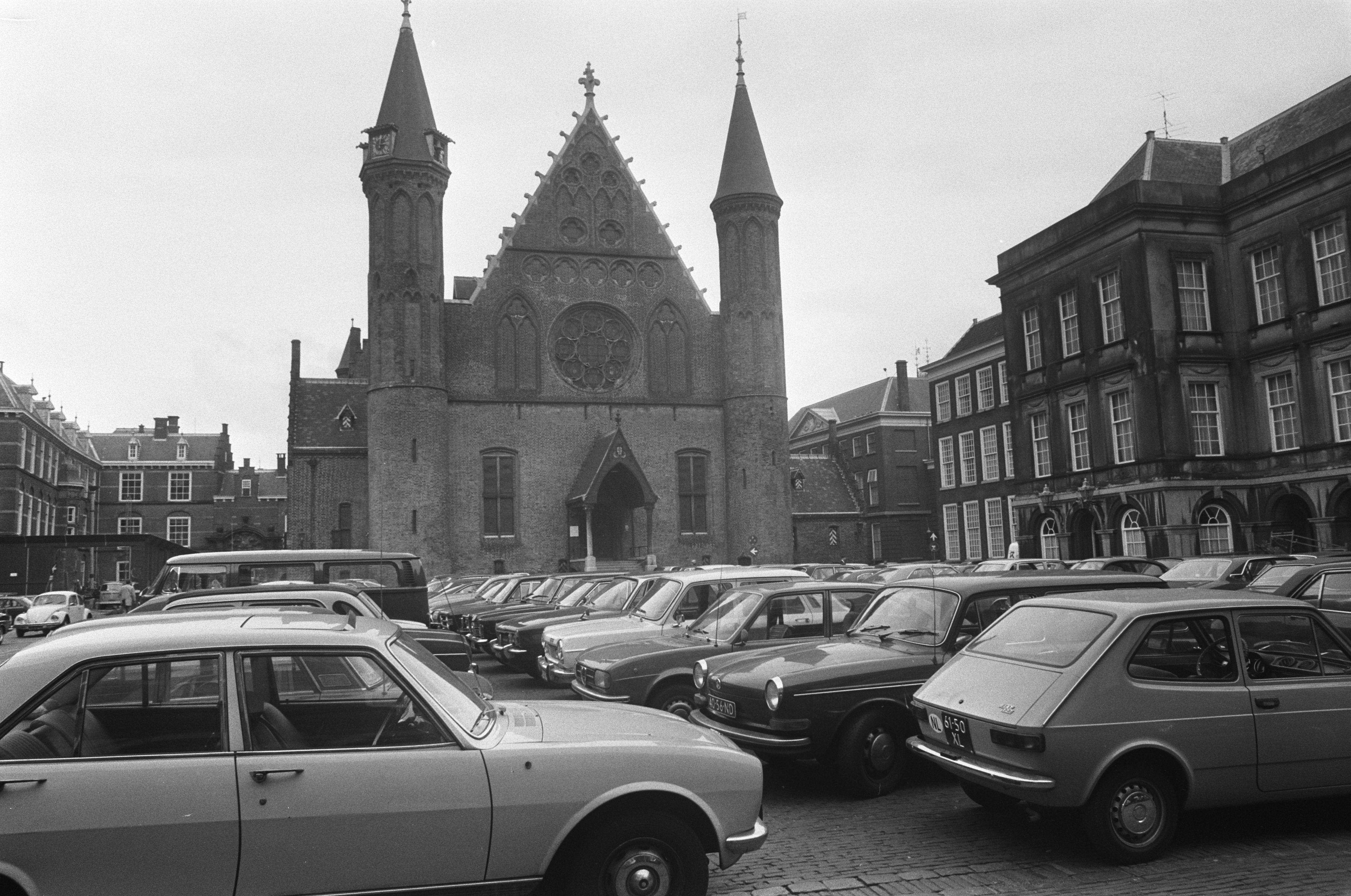
Parking de la Binnenhof jusqu'aux années 1980.

En juillet 1983, la Binnenhof est devenue une zone sans voiture après la construction d'un parking souterrain.
La Binnenhof actuelle n'a guère changé d'apparence depuis leXIXe siècle, même si la disposition actuelle du Parlement impose des exigences différentes aux installations. Jusqu'en 1992, la Vieille Salle (la salle de bal du stathouder Guillaume V d'Orange-Nassau du XVIIIe siècle) était la salle de réunion de la Seconde Chambre des États généraux. La salle était trop petite pour accueillir les 150 membres de la Chambre et le personnel attaché. En 1992, le complexe est rénové et agrandi pour inclure une nouvelle salle de réunion pour la Chambre des représentants, basée sur un projet de l'architecte Pi de Bruin. L'ancienne salle de réunion est restaurée dans son état d'origine et dotée d'ajouts (artistiques) modernes.

## Différents bâtiments

### Ridderzaal

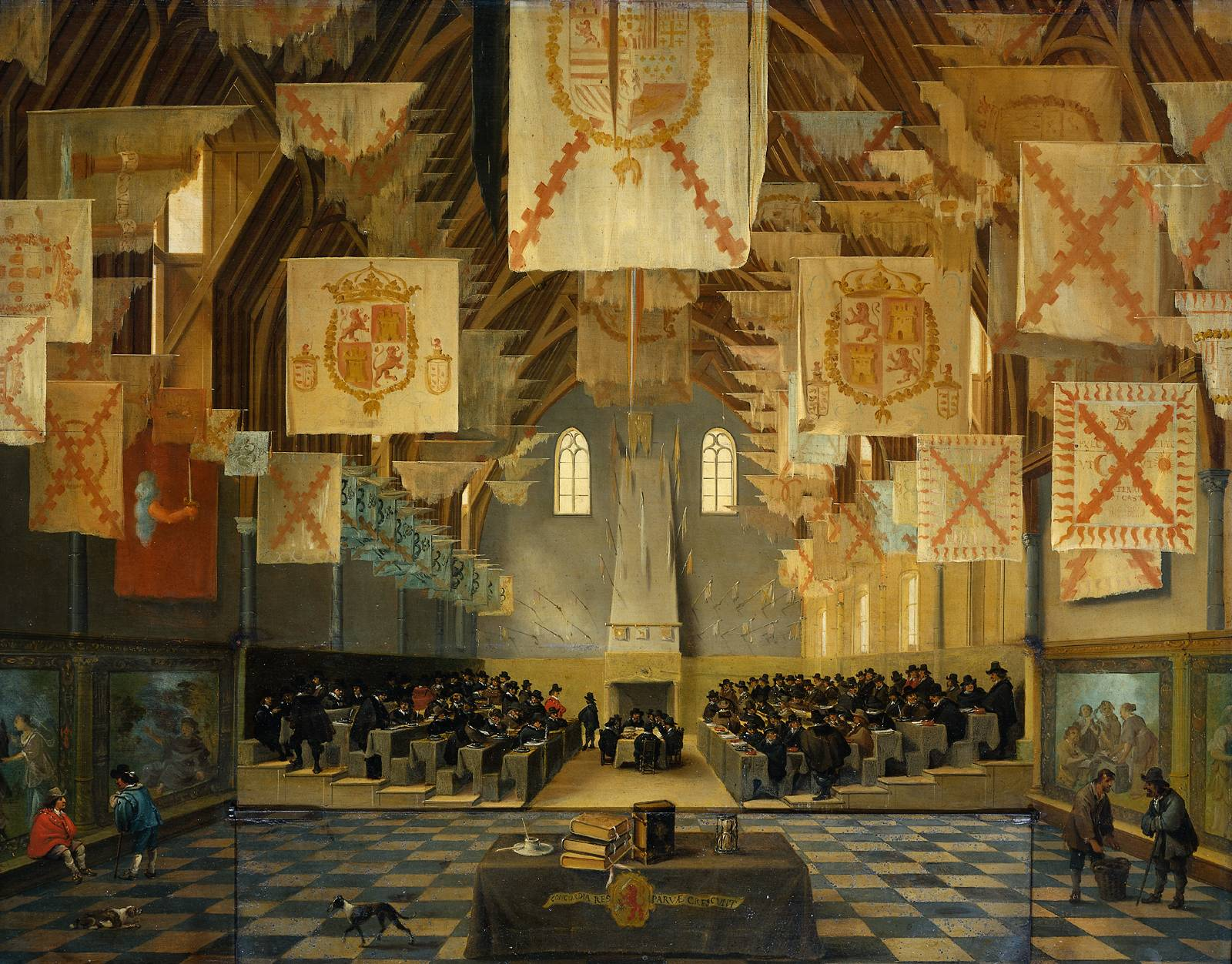
Attribué à Bartholomeus van Bassen et Antonie Palamedesz, La Grande Assemblée des États généraux en 1651, Rijksmuseum Amsterdam

La Ridderzaal ou salle des chevaliers est une grande salle du bâtiment gothique, qui se dresse au milieu de la Binnenhof. Chaque année, le troisième mardi de septembre, à l'occasion du Prinsjesdag, le roi y prononce le discours du Trône aux États généraux du royaume des Pays-Bas. Le nom Ridderzaal est une invention romantique du XIXe siècle. Traditionnellement, cette salle était appelée la « Grande Salle » ou la « Salle de la Loterie ». À l'origine, elle était une extension d'un palais commencé sous le comte Florent IV de Hollande. Guillaume II (comte de Hollande) a construit une grande salle sur le côté ouest du palais. Le comte Florent V de Hollande fit probablement démolir partiellement la salle commencée par son père, afin de construire à sa place une salle encore plus grande.
La Ridderzaal du Moyen Âge tardif mesure 17,89 mètres de large et 38,30 mètres de profondeur. La toiture a une portée libre de 17,80 mètres. La base du toit se trouve à une hauteur de 7,53 mètres et le faîtage à une hauteur de 25,74 mètres. À l'époque, il s'agit d'une construction sans équivalent aux Pays-Bas et qui peut rivaliser avec les plus grandes salles d'Europe.
Au fil des siècles, le complexe a été largement rénové et de nombreux bâtiments ont été ajoutés. La restauration du complexe des Salles Comtales a commencé sous le roi Louis Bonaparte par l'architecte Adriaan Noordendorp. Dans les années 1860, l'architecte national Willem Nicolaas Rose fait examiner en profondeur le complexe et restaure ensuite la Grande Salle. Ne pensant pas que le grand toit en bois date de l'époque où la salle a été construite (le toit avait une construction et une portée sans précédent pour l'époque) et également parce qu'il était en très mauvais état, il le remplace par une travée en fonte. Cela lui vaut de nombreuses critiques. Dans les années 1870, la façade ouest de la salle est restaurée sous la direction de Pierre Cuypers. Les deux tours reçoivent leur forme actuelle. La restauration la plus importante, commencée peu avant le début du siècle, s'achève en 1904 :sous la direction de l'architecte national Daniël Knuttel, les extensions sont supprimées et la Grande Salle reçoit un nouveau toit, qui suit de près les dessins du toit original réalisés par Johannes Craner pour le compte de Willem Nicolaas Rose. Une rosace est également ajoutée lors de cette restauration.
L'intérieur de la salle principale a été rénové en 2006. Les drapeaux ont disparu et des tapisseries ont été accrochées au mur. Le podium et le revêtement du trône ont également été renouvelés et le baldaquin a été réduit.
En 2020-2021, la Ridderzaal a été utilisée comme salle de réunion pour la Première Chambre des États généraux, car elle disposait de plus d'espace pour maintenir une distance suffisante entre les membres présents lors des réunions en raison de la pandémie de Covid-19. Pour la même raison, les discours du Trône de ces années-là ont été prononcés dans la Grote Kerk où il y a plus d'espace pour garder une distance suffisante. Lors de la rénovation du Binnenhof, le discours du trône est prononcé au Théâtre Royal.

### Trêveszaal

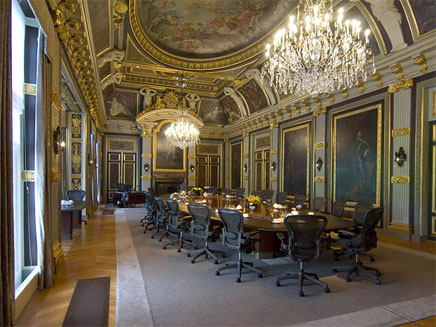
Trêveszaal.

En 1588, une salle de réunion avec plusieurs salles de travail adjacentes est construite du côté du Hofvijver pour les États généraux, à l'emplacement où sera construite plus tard la Trêveszaal. Des négociations y ont lieu en 1608, qui conduisent à la Trêve de Douze Ans pendant la guerre de Quatre-Vingts Ans. La pièce est meublée simplement ; en 1620, un visiteur étranger la décrit, ainsi que les pièces adjacentes, comme étant carrément « miteuses ».
En 1696, les États généraux chargent l'architecte Daniel Marot de transformer la salle et les pièces adjacentes en une grande salle de réception où les diplomates peuvent être reçus de manière appropriée, avec à côté une salle de réunion entièrement rénovée. Le plafond de la grande salle de réception est considérablement surélevé et la façade côté Hofvijver est remplacée. La salle, reconstruite dans le style Louis XIV avec de riches décorations, est mise en service en octobre 1697. En référence aux négociations de la trêve de 1608, la nouvelle salle est appelée Trêveszaal ou salle de la trêve.
Depuis le XXe siècle, le conseil des ministres néerlandais utilise la Trêveszaal comme salle de réunion.

### Torentje

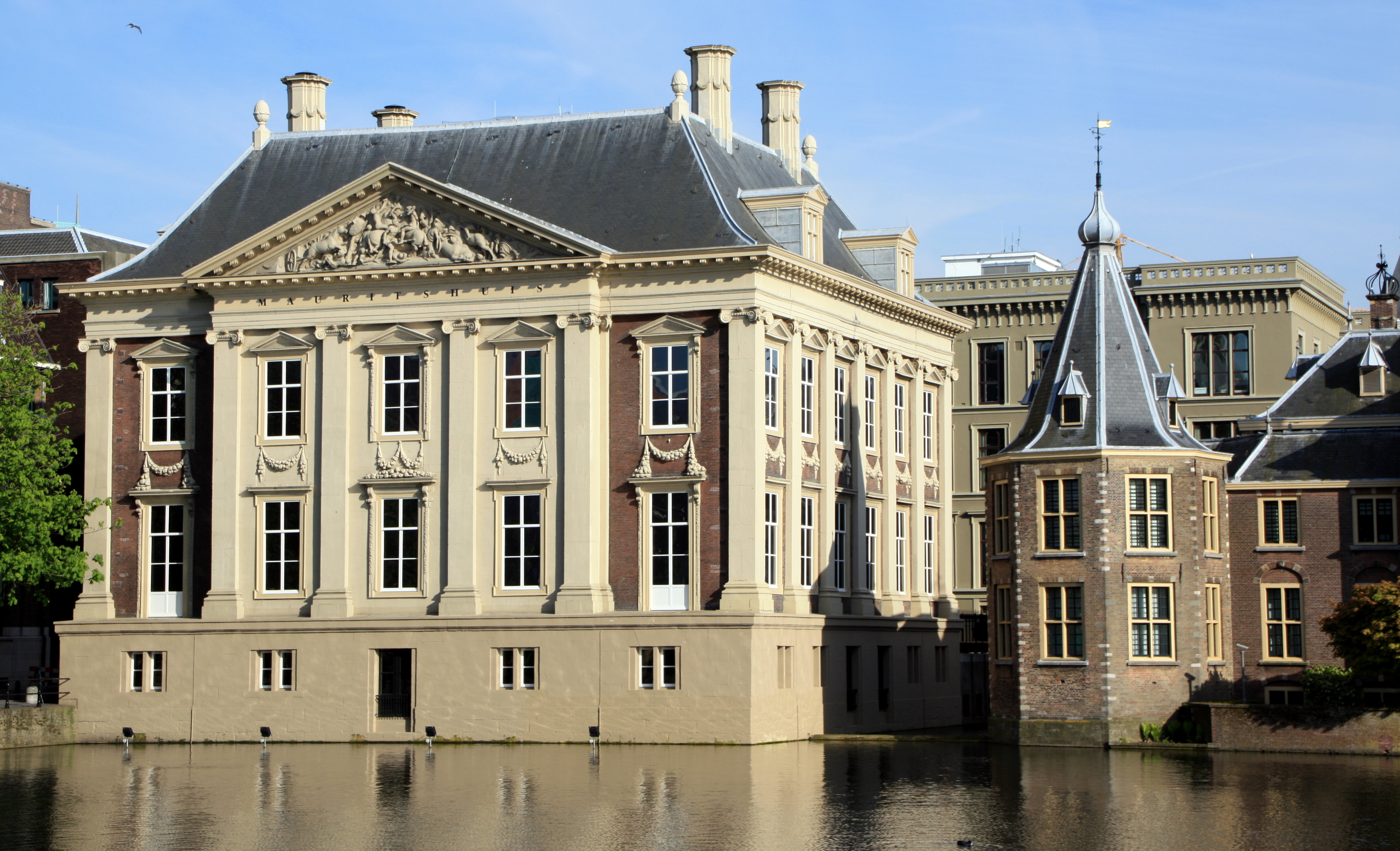
La Mauritshuis avec le Torentje à droite.

Le Torentje, qui date principalement du XVe siècle, est le bureau du Premier ministre depuis 1982. À côté se trouve le Mauritshuis, construit en 1640 comme résidence du comte Jean-Maurice de Nassau-Siegen. Le Torentje a été utilisé comme bureau par l'homme d'État Johan Rudolf Thorbecke dans les années 1840, mais les différents premiers ministres ont parfois changé de bureau. Ce n'est que depuis le mandat de Ruud Lubbers qu'il est devenu le lieu de travail permanent du Premier ministre.
De l'autre côté du Torentje se trouve la Maurits- ou Grenadierspoort, qui donne accès à la Binnenhof. Juste en face, dans l'ancien ministère des Colonies, se trouvent aujourd'hui les bureaux de la Seconde Chambre des États généraux.

### Hofkapel

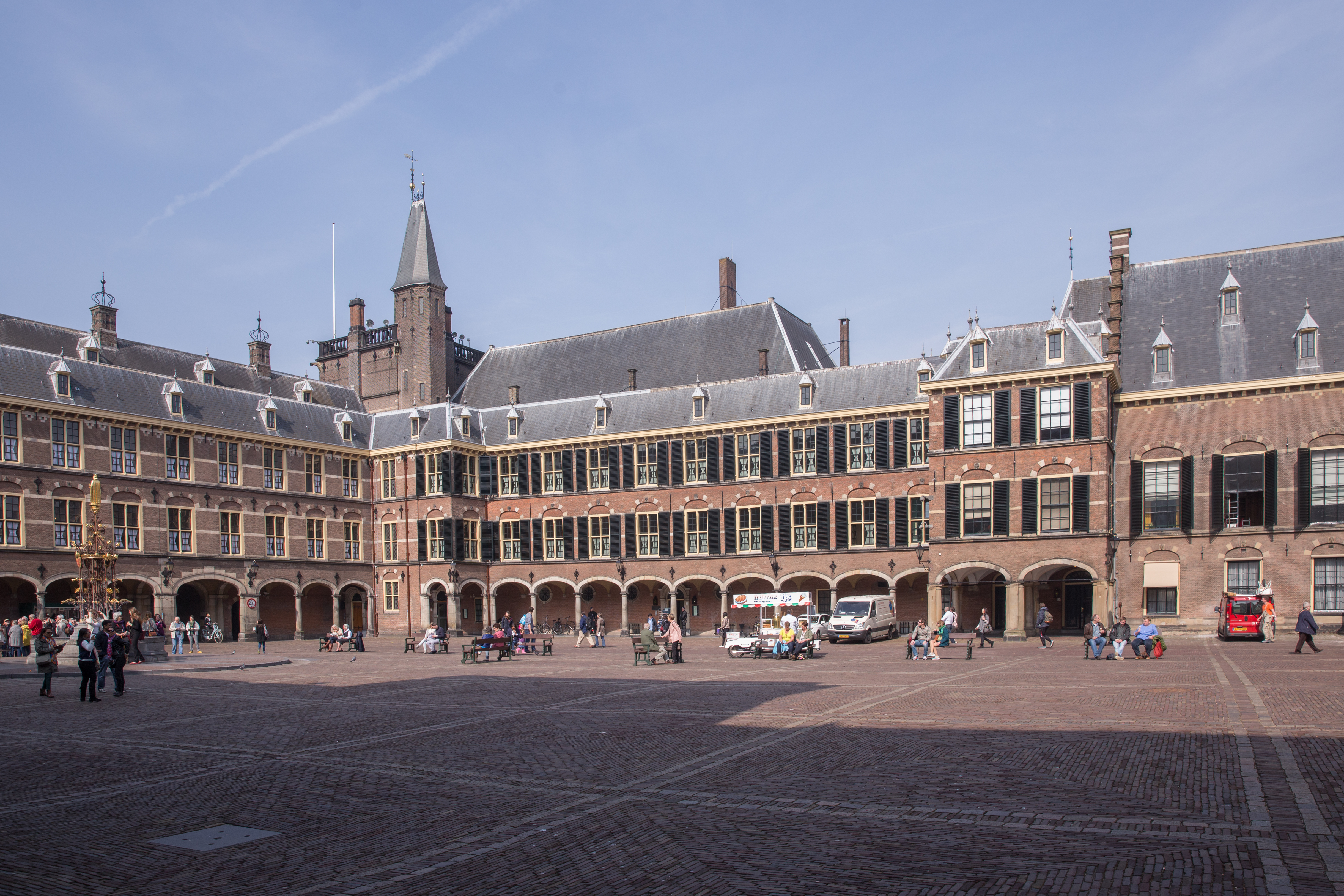
Le Mauritstoren (à gauche), la salle de réunion du Sénat (au milieu) et les vestiges de la Hofkapel (à droite).

Depuis 1591, l'Église wallonne célèbre ses offices dans l'ancienne chapelle de Maria ten Hove à la Binnenhof, fondée par le comte Florent V de Hollande. La Hofkapel, ou chapelle de la cour, fut vendue à l'État en 1879. Après une rénovation complète, le bâtiment a reçu une autre fonction. Aujourd'hui, cette partie de la Binnenhof abrite les salles de faction, de comité et de travail du Sénat. L'ancien plafond gothique en bois du grenier a été conservé.

### Première Chambre
La Première Chambre des États généraux est située à la Binnenhof 22. En 1650, les États de Hollande et de Frise-Occidentale chargent l'architecte Pieter Post de construire une nouvelle salle de réunion monumentale. La construction a lieu pendant la période sans stathouder qui a été proclamée après la mort du stathouder Guillaume II d'Orange-Nassau. En conséquence, une partie de la résidence du stadhouder est démolie ; seul le Mauritstoren, situé dans le coin sud-ouest du Binnenhof, est resté intact.

### Gravenkamer
La salle du Gravenkamer, ou Chambre des comtes, est située dans l'ancienne chapelle de la Cour ; elle tire son nom des 36 portraits des comtes de Hollande sur panneaux du XVIe / XVIIe siècle, basés sur les gravures de Philippe Galle. La rangée supérieure de portraits va de Thierry Ier de Frise occidentale à Thierry IV de Frise occidentale, la rangée du milieu de Florent III de Hollande à Marguerite II de Hainaut et la rangée du bas de Guillaume III de Hainaut à Philippe II (roi d'Espagne).
Le College van Senioren, le collège des aînés du Sénat des États généraux, qui conseille le président du Sénat sur les décisions à prendre sur la base du règlement et de l’ordre du jour des séances plénières, se réunit tous les mardis au Gravenkamer.

### Mauritstoren

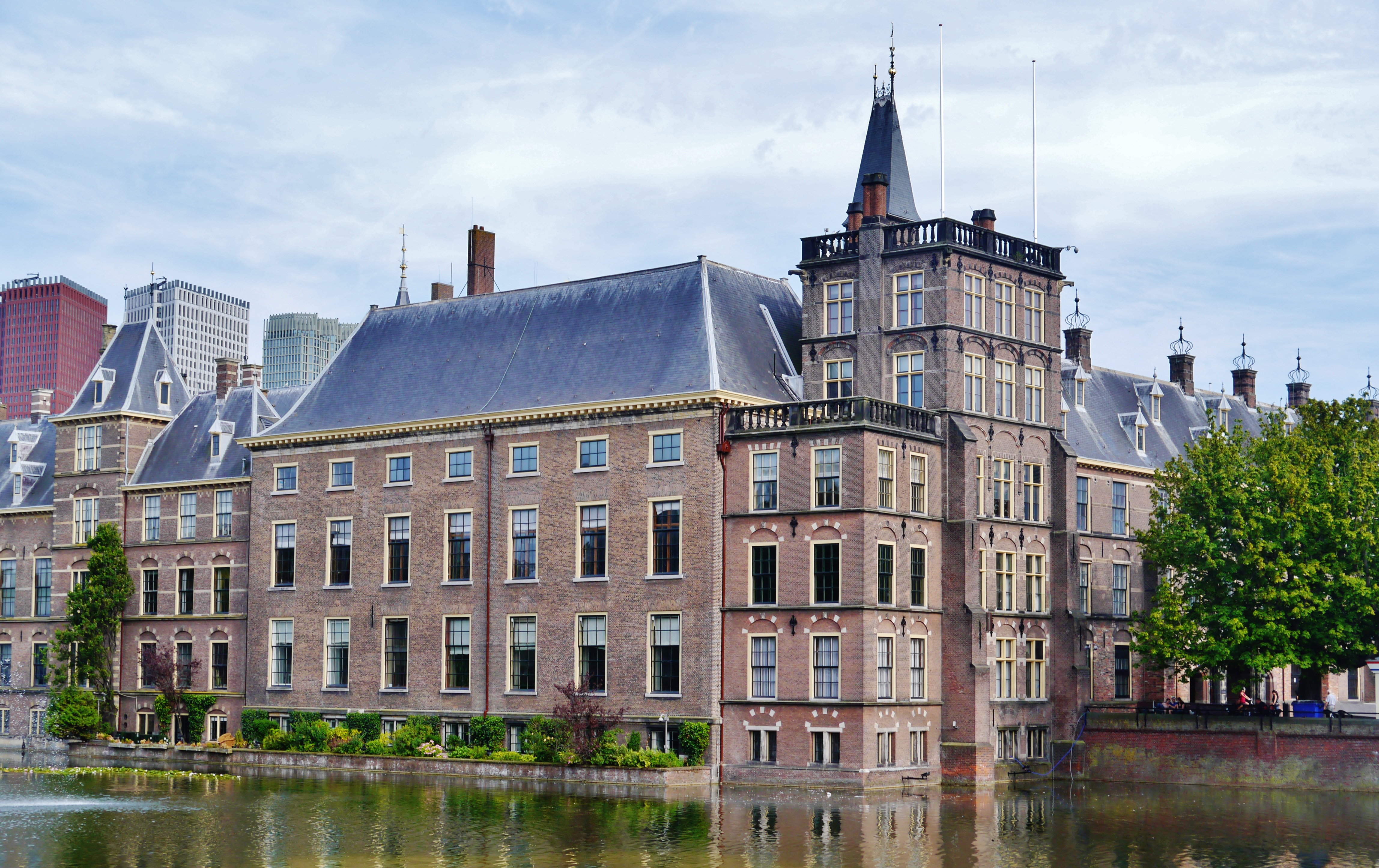
Le Mauritstoren et la Première Chambre vus depuis le Hofvijver.

Au premier étage du Mauritstoren se trouve une pièce qui était aménagée comme salle à manger sous le stathouder Guillaume V d'Orange-Nassau. Cette salle, qui donne sur le Buitenhof, a longtemps servi de salle ministérielle aux ministres et secrétaires d'État, qui y préparaient le traitement plénier des projets de loi au Sénat. Des négociations fréquentes concernant la formation du gouvernement y ont eu lieu. En 2012, après une phase exploratoire à la Chambre des ministres, de nouvelles négociations ont eu lieu à la Chambre des représentants. La salle est depuis utilisée comme salle de faction du Sénat.

### Goudsmids Keurhuis
Au nord de la salle des chevaliers, au Binnenhof 6, se trouve une petite maison avec l'inscription « t' Goutsmits Keurhuys » (« Maison d'inspection de l'orfèvre »). Elle a été construite en 1640 pour la guilde des orfèvres. Les poinçons y étaient estampillés sur des objets en argent et en or.
Il fallait passer par la Spuipoort et la Hofpoort pour accéder au bâtiment. La Stadhouderspoort au Buitenhof ne pouvait être utilisée que par le stadhouder. Le bâtiment voisin, Binnenhof 4, a été construit en 1776. Il a été utilisé par la Seconde Chambre des États généraux.

### Fontaine

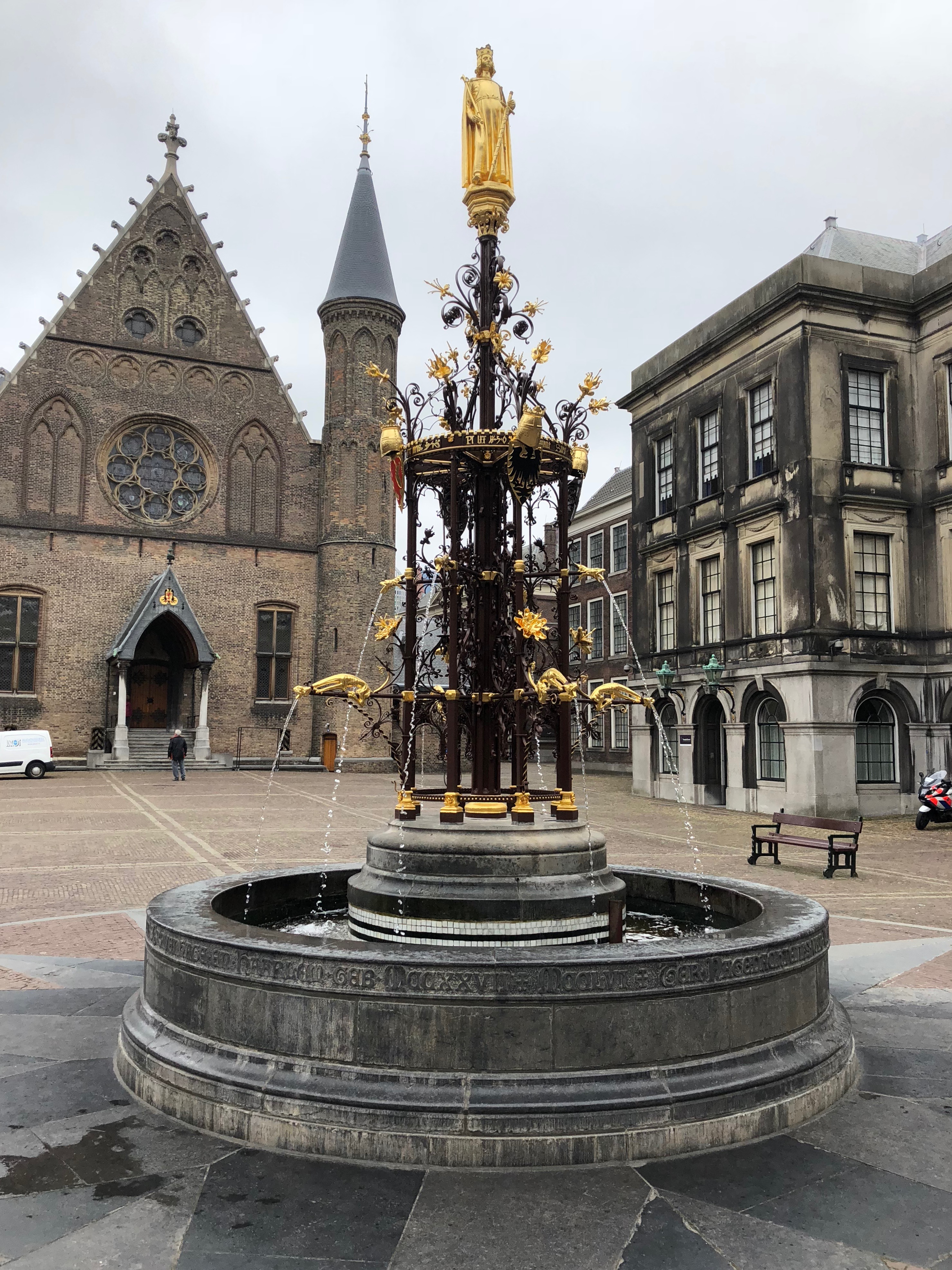
Fontaine.

La fontaine est un cadeau des citoyens de La Haye, en remerciement pour la restauration de la façade du Grafelijke Zalen (Salle des Chevaliers). Le gouvernement était réticent à accepter le cadeau en raison du coût de l’eau. Ce problème a été résolu en stipulant que la fontaine ne fonctionnerait que certains jours de forte affluence. Elle a été conçue par Pierre Cuypers et date de 1885.

### Pompe à eau
L'une des rares anciennes pompes restantes se trouve à la Hofpoort. Il existe encore quelques anciennes pompes connues ailleurs à La Haye, notamment sur le Lange Voorhout, près de la Grote Kerk et dans certaines cours.

### Portes

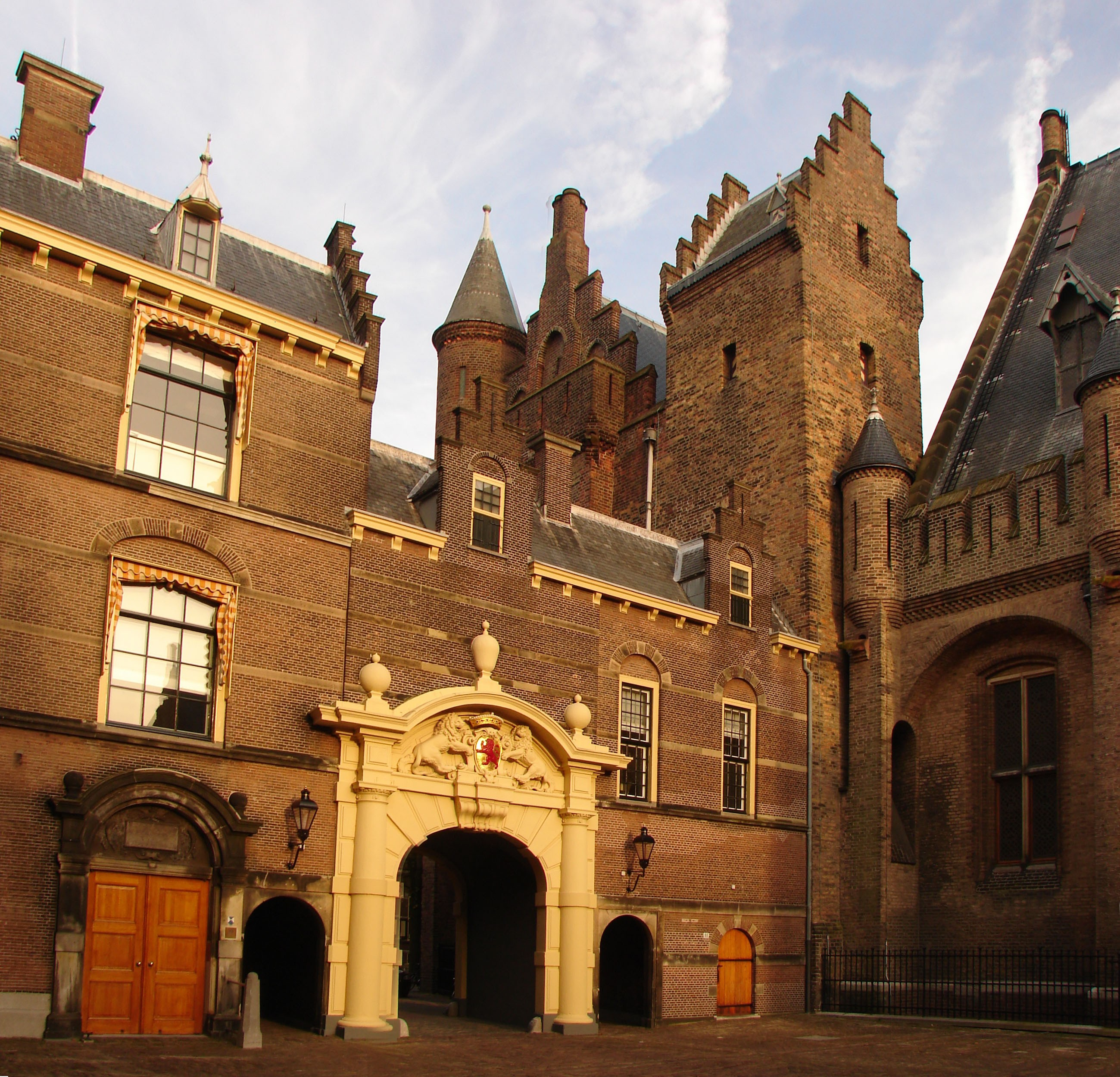
Binnenpoort.

Pendant longtemps, toute la zone de la Binnenhof et du Buitenhof était entourée de murs. Il y avait des portes pour aller de la cour intérieure aux cours extérieures et de là pour se rendre à l'extérieur.

#### Stadhouderspoort
La Stadhouderspoort (la porte du stathouder) date de 1620. Du côté ouest, elle relie la Binnenhof au Buitenhof, où se trouvaient entre autres les écuries. Seul le stathouder utilisait cette porte. Depuis le Buitenhof, la Gevangenpoort au nord permettait de rejoindre la ville. Un pont-levis sur le Haagse Beek menait ensuite à la Plaats, où se trouve aujourd'hui une statue de Johan de Witt. 

#### Binnenpoort
La Binnenpoort (porte intérieure ou porte du milieu) date de 1634. Le Plein fut achevé en 1633 et deux nouvelles portes furent donc construites en 1634, qui se ressemblent. La Binnenpoort servait à fermer la Binnenhof. D'éminents fonctionnaires s'installèrent entre la porte intérieure et la porte extérieure.

#### Mauritspoort
La Mauritspoort (porte extérieure ou porte des grenadiers) date de 1634 ; elle se situe sur le côté est près du Mauritshuis et du Torentje. Il est également possible de quitter la Binnenhof par le côté est en passant par la Mauritspoort pour accéder dans les jardins potagers clos ou aller chasser dans le Haagse Bos.

#### Hofpoort
La Hofpoort (porte de la cour) se situe au sud de la Binnenhof ; elle donnait accès au Hofsingel. Elle a été construite au XVIIIe siècle.

#### Spuipoort
La Spuipoort, construite au XIVe siècle, a été démolie en 1861. La porte était sur une île ; un pont fixe reliait l'île et la Binnenhof, qui se terminait à la Hofpoort. De l'autre côté de la Spuipoort, un pont-levis se terminait au Spui.
Le Prinsjesdag, le roi passe par la Mauritspoort et la Binnenpoort jusqu'à la Binnenhof, puis revient par le même itinéraire, bien que l'itinéraire via la Stadhouderspoort depuis le palais Noordeinde soit beaucoup plus court.
La Stadhouderspoort, la Binnenpoort et la Mauritspoort ont des portes plus petites pour les piétons de chaque côté.

## Tramways

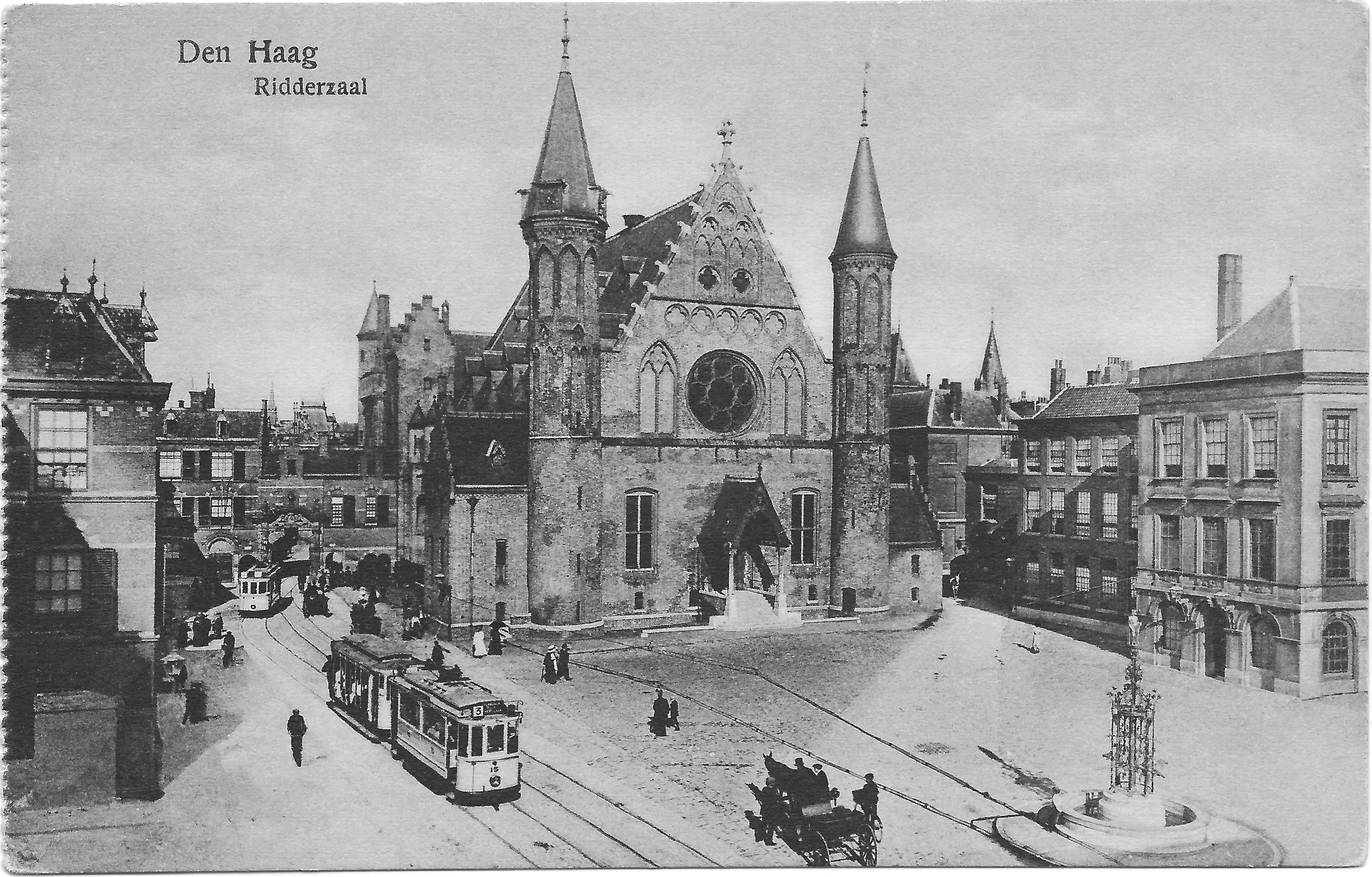
La Binnenhof avec la ligne de tramway 3 vers 1910.

De 1880 à 1924, la Binnenhof faisait partie du tracé du réseau de tramway de La Haye entre Buitenhof et Plein. Il n'y avait pratiquement pas de routes larges, le Hofweg n'existait pas encore et le Gevangenpoort était trop petit. La ligne D est le premier tramway hippomobile à traverser la Binnenhof à partir du 1er septembre 1880. Elle circulait entre le pont de Loosduinse et la gare de Rhynspoor, via Westeinde.
Des plans existaient avant 1905 pour faire circuler des tramways électriques dans la Binnenhof, mais le gouvernement a refusé de délivrer un permis à cet effet pendant des années du fait de la perturbation possible des fonctionnaires et des dangers de la ligne aérienne pour les cochers. Finalement, une autorisation « temporaire » a été accordée.
Le 21 avril 1906, la première ligne de tramway hippomobile traversant la Binnenhof est remplacée par la ligne de tramway électrique 3. Le 4 mars 1907, la ligne de tramway 4 est ajoutée et à partir du 15 avril 1919, la ligne de tramway 13 reprend le trajet de la ligne de tramway 4 via la Binnenhof. Seules les voitures motrices de La Haye 1-20 et 151-168 (appelées « Laagdakkers ») étaient capable de franchir les trois portes basses de la Binnenhof. La voiture 164 a été conservée et se trouve au musée des transports publics de La Haye. En raison de la voie unique dans les portes, il existait un système de signalisation au moyen de panneaux à rabat avec le mot « STOP ». Au niveau de la salle des chevaliers, une section de voie double permettait aux tramways de se croiser. En 1919, la ligne 4 reçoit un itinéraire différent et ne dessert plus la Binnenhof. Lors des déviations, d'autres lignes étaient parfois temporairement acheminées par la Binnenhof, à condition qu'il y ait suffisamment de tramways bas disponibles. 
Après la construction d'une ligne de tramway en 1924 sur le Vijverdam (nom non officiel) nouvellement construit entre Buitenhof et Lange Vijverberg, le tracé des lignes de tramway 3 et 13 via la Binnenhof est abandonné le 24 décembre 1924. Dès lors, les tramways circulent entre Buitenhof et Plein via le Lange Vijverberg, le Korte Vijverberg (aller) et la Lange Houtstraat (retour). Aujourd'hui, la Binnenhof n'est accessible qu'aux détenteurs d'un permis, aux cyclistes et aux piétons.

## Rénovation de 2021

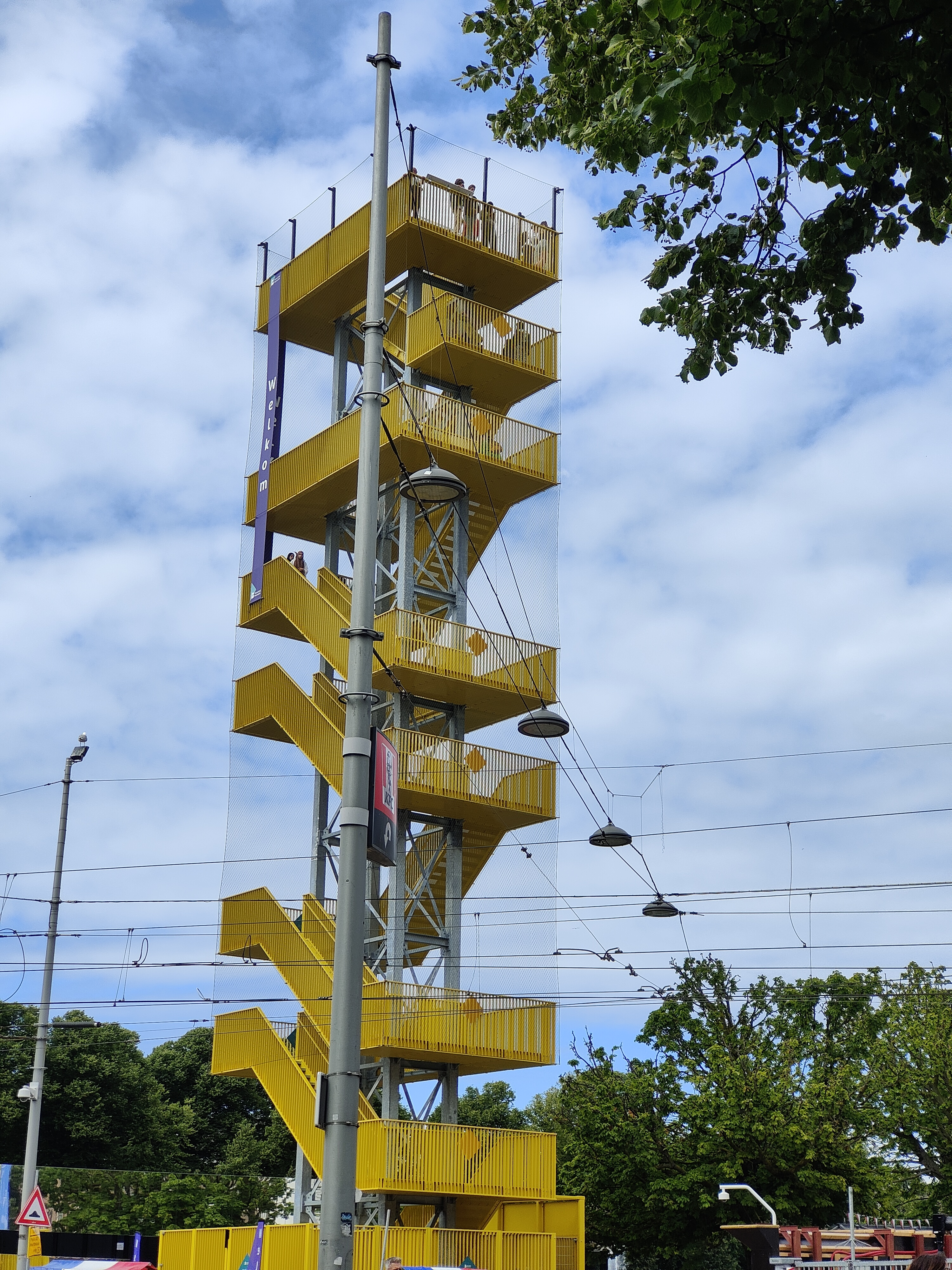
Tour de guet temporaire pendant la durée des travaux de rénovation.

Le 1er octobre 2021, une rénovation à grande échelle de la Binnenhof commence, qui prévoit également une nouvelle entrée publique. L’objectif est de rendre les bâtiments, y compris ceux du Sénat et de la Chambre des représentants, à l’épreuve du temps. La Chambre des représentants a souhaité que cela se fasse de manière modeste et efficace. Après une controverse sur les plans « mégalomanes » de l'architecte d'origine, les architectes ont été choisis. La décision de rénover a été prise en 2015 ; la rénovation devait commencer fin 2020 et s'achever cinq ans plus tard. La mise en service est prévue pour mi-2030. En raison de retards, de contretemps, de demandes plus élevées et d'un bâtiment dans un état pire que prévu, les coûts initialement prévus de 475 millions d'euros ont atteint au moins 2 milliards d'euros en avril 2024. 
Les deux chambres du Parlement ont temporairement déménagé : la Première Chambre s'est installée dans l'ancien siège de la Cour suprême et la Seconde Chambre dans l'ancien siège du ministère des Affaires étrangères. Le monarque donne son discours du Trône depuis la Grote Kerk en 2021, puis du Koninklijke Schouwburg à partir de 2022,.

### Contexte

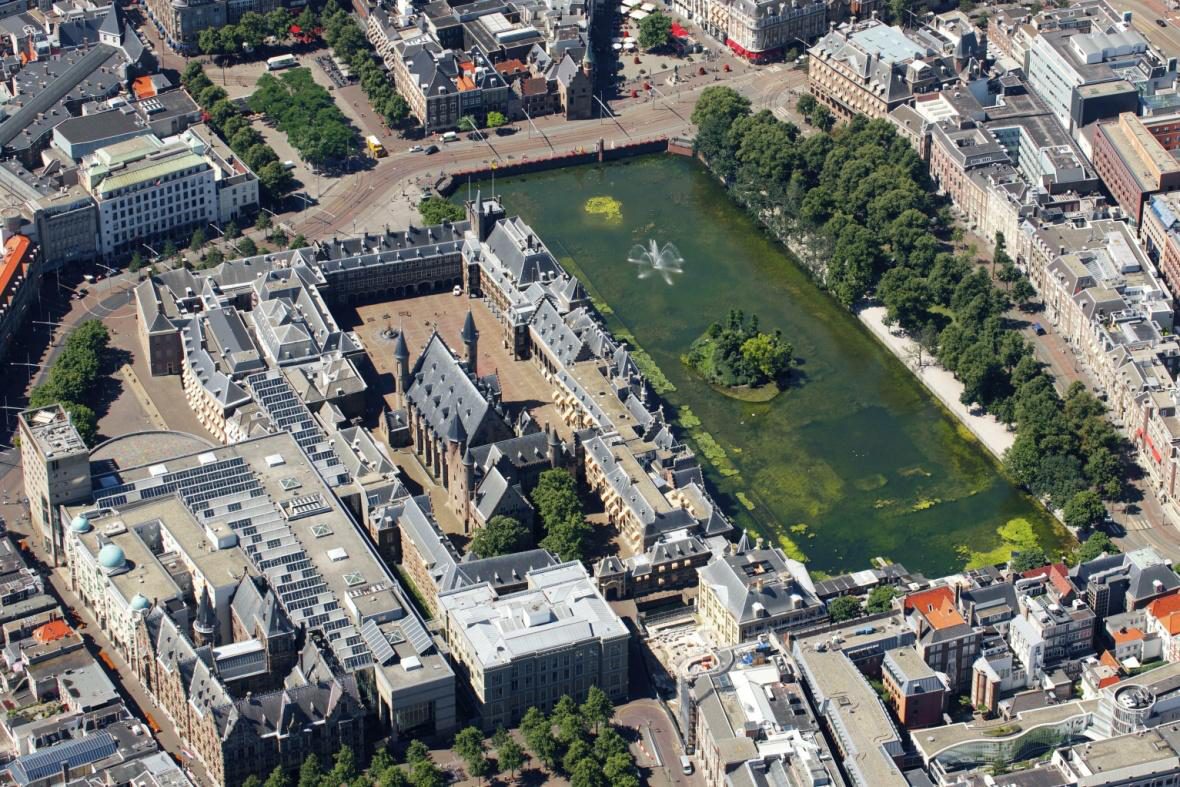
Vue aérienne de la Binnenhof en 2015.

#### Nécessité
Le dernier grand entretien de la Binnenhof a eu lieu en 1992 avec l'agrandissement de la Chambre des représentants. Au fil des années, et notamment dans les années 2010, de plus en plus de lacunes sont apparues. Un exemple bien connu s'est produit en décembre 2011, lorsqu'une lampe est tombée au sol juste à côté de la ministre Edith Schippers lors d'un débat. Le cabinet hésitait cependant à procéder à des rénovations durant cette période, car cela aurait fait mauvaise impression en période de coupes budgétaires. 
À la demande du ministre du logement et du secteur de l'administration centrale Stef Blok, l'ancienne ministre Liesbeth Spies, en collaboration avec la Rijksvastgoedbedrijf, a étudié en 2014 la nécessité d'une rénovation. Ils ont conclu que de nombreuses installations étaient en fin de vie technique, mettant en danger la sécurité et l’exploitation. Les travaux ont été compliqués par la présence d'amiante. En particulier, la sécurité incendie du complexe était insuffisante. Le commandant des pompiers de La Haye a même menacé de fermeture immédiate si une rénovation n'était pas rapidement décidée, car la Binnenhof ne répondait pas aux exigences légales.

#### Scénarios de rénovation
Liesbeth Spies propose deux scénarios sur la base de cette nécessité. Le premier projet durerait environ 5,5 ans et coûterait environ 450 millions d'euros, mais nécessiterait que tous les résidents de la Binnenhof déménagent pendant toute la période. Le deuxième scénario permettrait de maintenir la Binnenhof en activité, mais une rénovation progressive prendrait au moins treize ans et coûterait environ 550 millions d'euros. Liesbeth Spies recommande la première option, mais a compris le désir des résidents de rester le plus longtemps possible.
Bien que le cabinet ait choisi l’option la plus courte, le Sénat et la Chambre s'opposent d'abord à ce projet. C'est pourquoi, en décembre 2015, Stef Blok commande une autre étude sur la rénovation par phases, après quoi la Chambre des représentants accepte en juillet 2016 une rénovation en une seule phase.
Insatisfait de ce déménagement, le præsidium de la Chambre des représentants commande en 2020 une autre étude sur sa nécessité. Cette étude conclut qu’une rénovation progressive sans relocalisation serait moins coûteuse et ne prendrait pas beaucoup plus de temps. Fin décembre 2020, une étude indépendante commandée par le ministère de l’Intérieur conclue encore qu’une rénovation sans relocalisation pourrait entraîner des risques de sécurité et des coûts supplémentaires s’élevant à un demi-milliard d’euros,.

#### Souhaits des résidents
En 2015, les utilisateurs du bâtiment de la Chambre des représentants ont été interrogés sur leurs souhaits concernant la rénovation. Seuls trois des onze groupes parlementaires ont répondu.

### Processus de conception

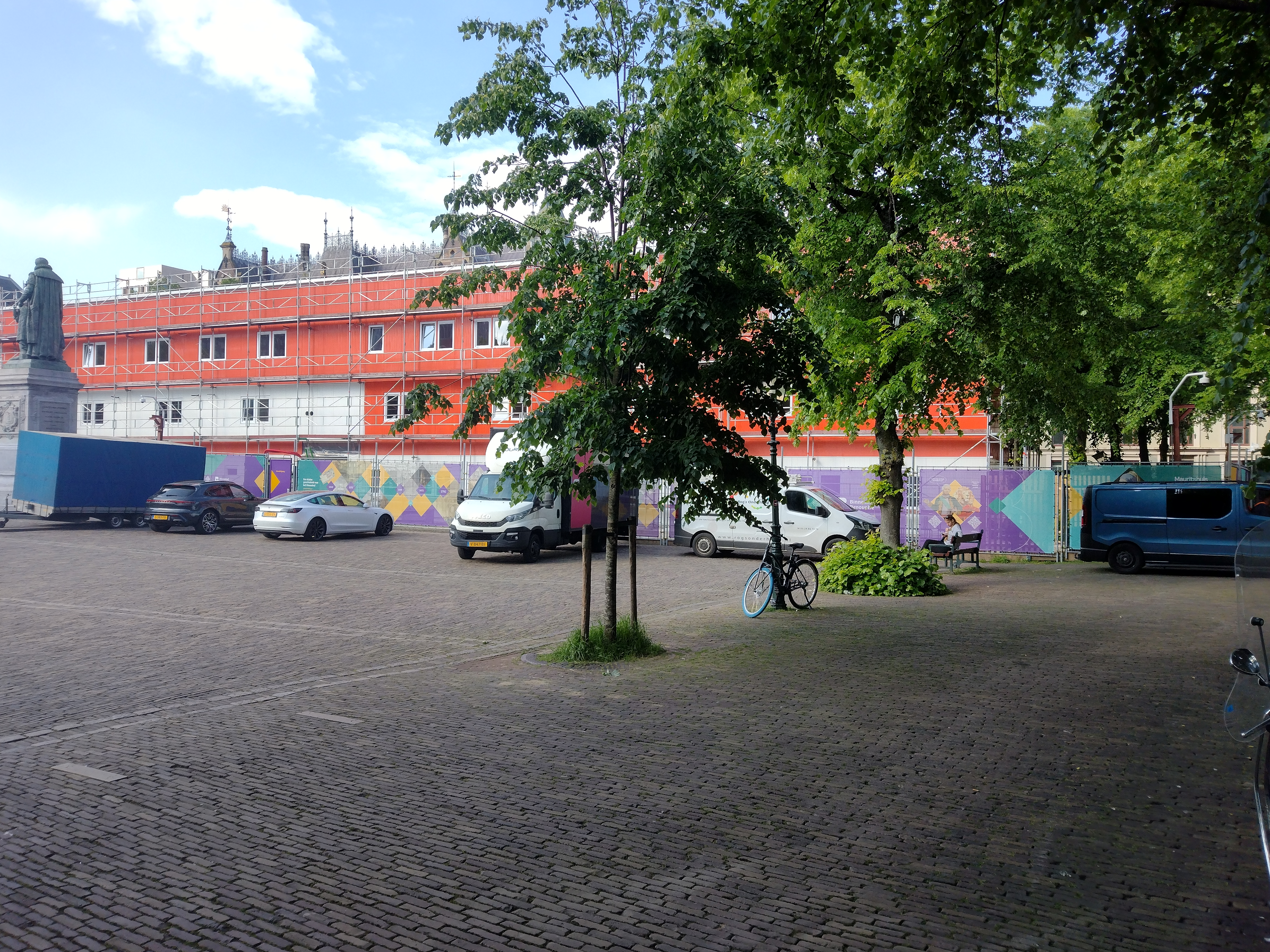
La Binnenhof en rénovation en 2024.

Le Rijksbouwmeester, l'architecte du gouvernement, Floris Alkemade est chargé de désigner un architecte. En raison de la confidentialité imposée par le cabinet pour des raisons de sécurité, il n’y a pas d’appel d'offres public. Floris Alkemade et le Rijksvastgoedbedrijf, la société immobilière du gouvernement, choisissent Ellen van Loon du cabinet d'architectes Office for Metropolitan Architecture (OMA) comme architecte coordinatrice. Cette recommandation est présentée au comité de pilotage composé de fonctionnaires, le 10 mars 2017, qui l’approuve. En septembre 2017, Ellen Van Loon présente son projet au comité de supervision de la construction, composé de députés et de fonctionnaires. Bien qu'elle et la Rijksvastgoedbedrijf estiment que le projet a été bien accueilli, il s'avère que le comité de surveillance de la construction s'est senti pris au dépourvu, car il ne l'avait pas étudié lui-même et n'était pas familier avec l'ambitieux document. 
L'architecte de l'agrandissement de la Chambre des représentants en 1992, Pi de Bruijn, voulait diriger cette rénovation, mais a été initialement désigné comme sous-architecte. À l'initiative de Floris Alkemade, des contacts intensifs ont lieu entre Ellen Van Loon et Pi De Bruijn, en partie parce qu'il détient les droits d'auteur sur le bâtiment, mais ces contacts se déroulent très mal. Insatisfait de son rôle, Pi De Bruijn contacte le chef du parti Démocrates 66 de l'époque, Alexander Pechtold, au printemps 2018. Par son intermédiaire, il entre en contact avec la présidente de la Chambre, Khadija Arib, et la députée Ockje Tellegen, qui vient de devenir présidente du comité de supervision de la construction. 
Préoccupés par ce qu'ils ont entendu de Pi De Bruijn, elles organisent une première réunion avec Ellen Van Loon et Floris Alkemade le 19 juillet 2018. Lors de cette réunion, les députés critiquent le projet, en partie parce qu'ils ne le trouvent ni modeste ni efficace. Ils se sentent également insuffisamment impliqués dans le choix d’OMA comme cabinet d’architecture. Floris Alkemade rétorque que le comité directeur civil a donné son accord et que le comité de surveillance des travaux en est conscient depuis longtemps. Par la suite, Khadija Arib et Ockje Tellegen nomment un nouveau directeur du logement, qui conseille à la Chambre de mettre par écrit ses souhaits de rénovation et de faire pression pour que Pi De Bruijn soit l'architecte coordinateur. La Chambre élabore donc un nouveau document sur ses exigences, bien qu'Ellen Van Loon reste contractuellement liée au projet défini précédemment. Tout contact direct entre Ellen Van Loon et les députés est interdit par le Rijksvastgoedbedrijf et le præsidium de la Chambre des représentants.  
Le 12 décembre 2018, le présidium décide de procéder uniquement avec Pi De Bruijn comme architecte. Le présidium lui permet d'évaluer si les projets d'Ellen Van Loon violent ses droits d'auteur et de proposer lui-même des alternatives. Le 12 mars 2019, Pi De Bruijn est autorisé à présenter son évaluation du projet d'Ellen Van Loon au comité de surveillance des travaux, sans que celle-ci n'en ait l'occasion elle-même. Dans cette présentation, Pi De Bruijn expose principalement ses propres idées de design. Ellen Van Loon n'a l'occasion de présenter ses plans au præsidium que le 26 mars 2019, après qu'un haut fonctionnaire du ministère de l'Intérieur en ait fait une condition à son éventuel limogeage. 
En juin 2019, Alexander Pechtold, qui avait démissionné de son poste de député fin 2018, est chargé par Knops de servir de médiateur entre tous les partis. Il conclut qu'Ellen Van Loon n’a rien fait de mal, mais pour Knops, son départ est devenu inévitable. Alexander Pechtold conseille de lever la clause de confidentialité, d’améliorer la prise de décision et de mieux consulter. Ellen Van Loon et son cabinet d'architectes sont indemnisés pour 2,7 millions d'euros, après quoi Pi De Bruijn se voit proposer un contrat en tant qu'architecte coordinateur.

### Découvertes archéologiques

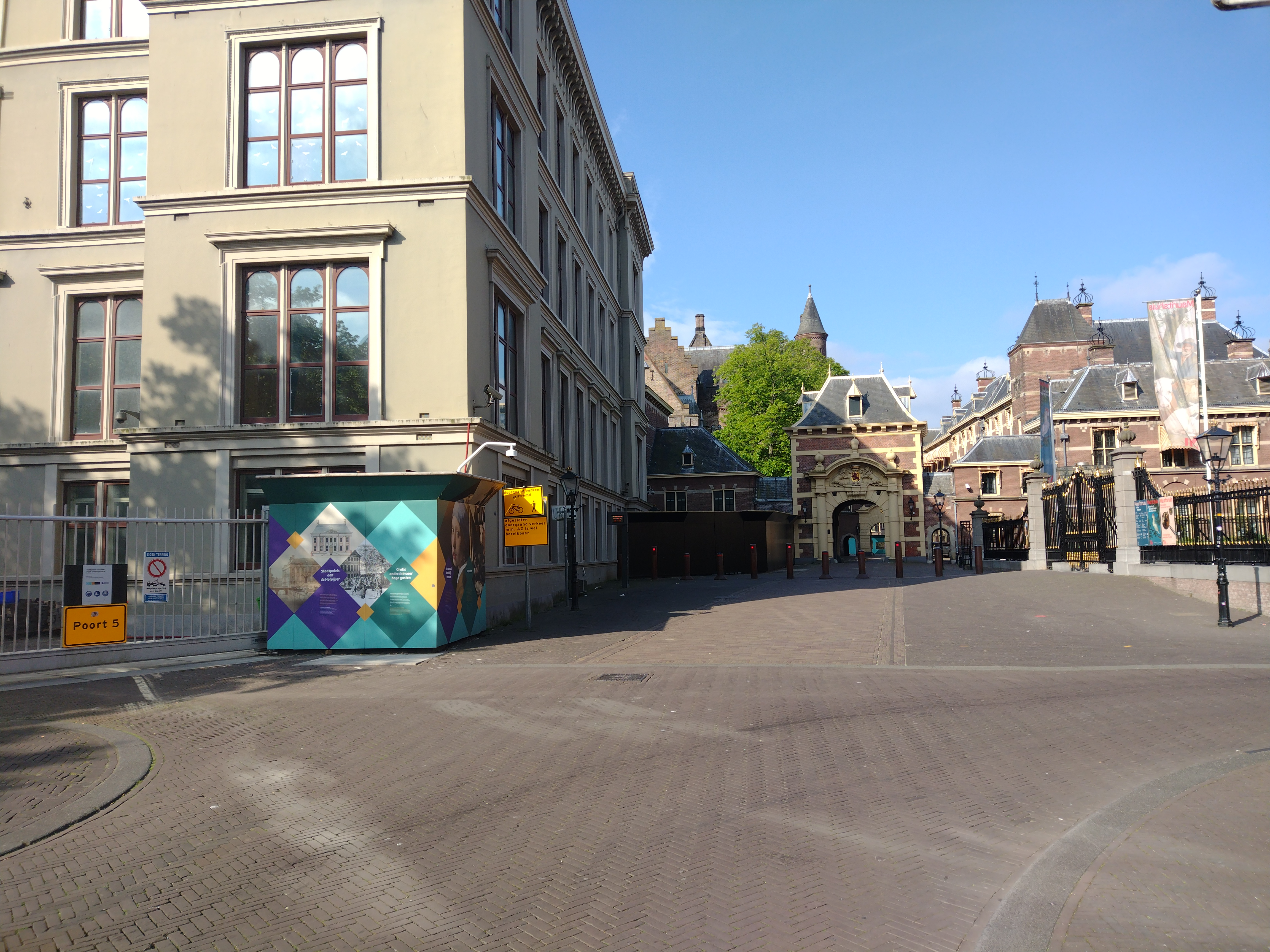
Entrée de la Binnenhof en 2024, pendant la rénovation.

Déjà en 2015, le député SP Ronald van Raak avait demandé l'exhumation des restes de Johan van Oldenbarnevelt. Son corps fut enterré en 1619 dans le caveau des comtes de Hollande sous la chapelle de la Cour. Comme celle-ci est trop fragile et qu'il est pratiquement impossible d'identifier ses restes en raison du manque d'ADN, il a été décidé de ne pas exhumer les restes. Cependant, une tentative sera faite pour cartographier les caveaux funéraires à l'aide de caméras. 
Lors de la rénovation, les archéologues découvrent divers vestiges d'anciens bâtiments dans la Binnenhof, des vestiges de murs du XIIIe siècle sous la première chambre et les fondations d'un escalier du XVe siècle. Après documentation, ceux-ci sont « restaurés dans le sol » par des archéologues. Lors du démontage du faux plafond, des plafonds historiques sont découverts. Trois squelettes et une pièce de bronze de 1761 sont également retrouvés.
Le 7 avril 2025, il est annoncé que des traces de construction vieilles de près de 800 ans ont été découvertes à de nouveaux endroits, à proximité du Buitenhof, entre le Mauritstoren et le Stadhouderspoort. Il en est déduit que le complexe est beaucoup plus grand au XIIIe siècle qu'on ne le pensait auparavant. Même dans la phase de construction la plus ancienne, il y avait beaucoup plus de bâtiments qu'on ne le pensait auparavant, y compris une guérite. Peu après sa création vers 1230, c'était « une cour avec une architecture royale et une ambition encore plus grande en tant que palais impérial », déclarent les chercheurs.

### Coûts

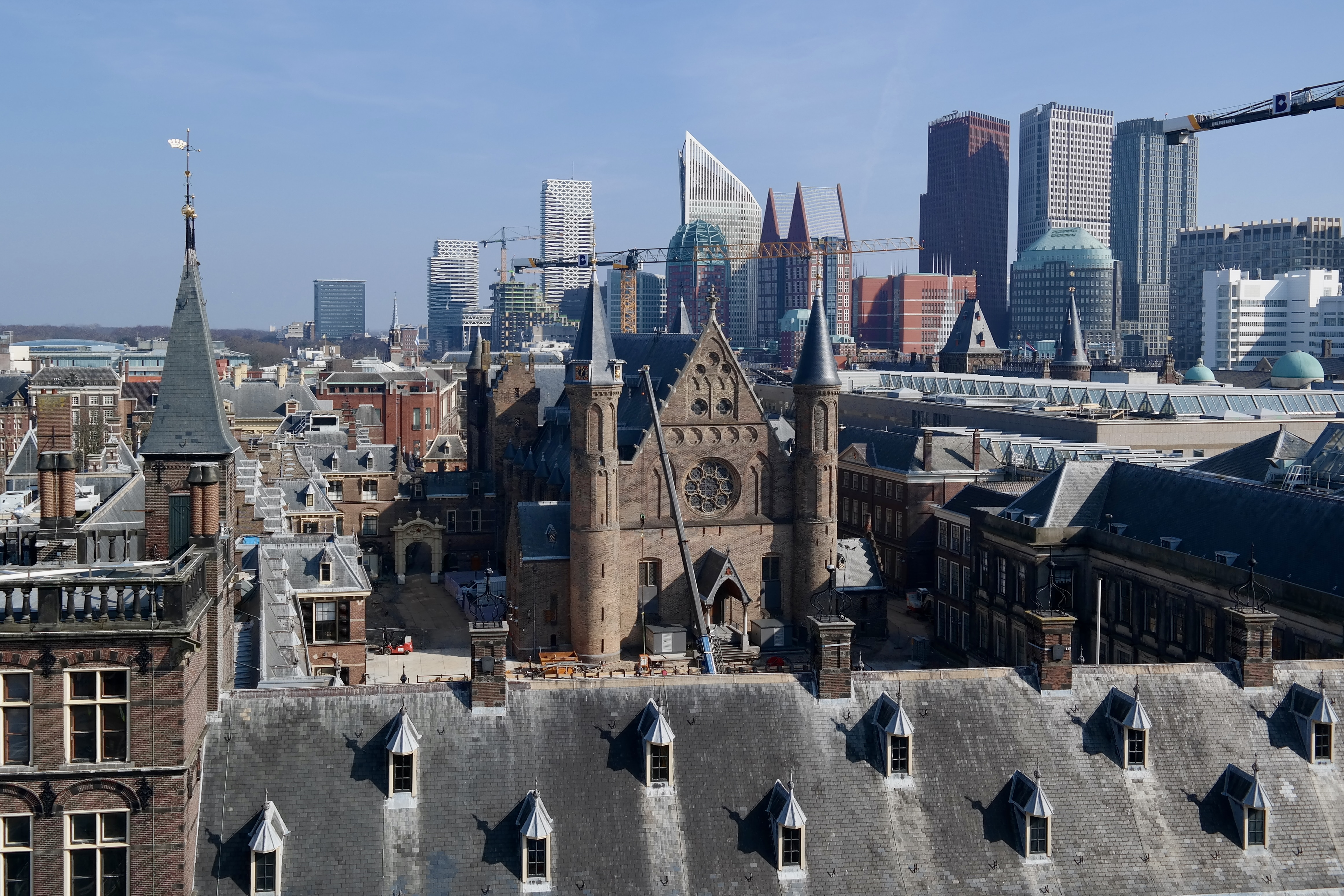
La Binnenhof en 2025.

Les coûts de la rénovation étaient initialement estimés à 475 millions d'euros, indexés sur le niveau des prix. Au fil des années, divers coûts se sont avérés plus élevés que prévu. Les « frais non liés au déménagement temporaire » – tels que la peinture, la nouvelle moquette, la sécurité et le gardiennage – se sont avérés coûter plus de 60 millions d’euros au lieu de 12,5 millions d’euros début 2019. En 2020, l'estimation totale a été révisée à 562 millions d'euros et un an plus tard à 718,9 millions d'euros. La majeure partie de cette augmentation est due à des mesures de sécurité imprévues.
En avril 2024, il est annoncé que les coûts du projet s'élèveraient à plus de 2 milliards d'euros. L’une des principales causes de cette augmentation est que le complexe immobilier est dans un état bien pire que ce que l’on pensait auparavant. Après le démantèlement des bâtiments, on a découvert beaucoup plus d'amiante, de nombreux murs et plafonds sont pourris et de nombreux autres éléments historiques sont devenus visibles et doivent être préservés. Des fuites d'eau sont également constatées ; l'eau coule du Hofvijver dans le bâtiment du Sénat. De plus, les coûts de construction (encore) plus élevés, les salaires plus élevés et les exigences de sécurité plus strictes constituent des charges qui rendent le projet (beaucoup) plus cher. Les travaux dureront au moins jusqu'à fin 2028.

## Hofvijver
Le Hofvijver est le plan d'eau situé au centre de La Haye, à l'est sur le Korte Vijverberg, au sud sur la Binnenhof et de la Mauritshuis, à l'ouest du Buitenhof et au nord sur le Lange Vijverberg. L'îlot couvert de plantes et d'arbres n'a pas de nom officiel.

### Histoire

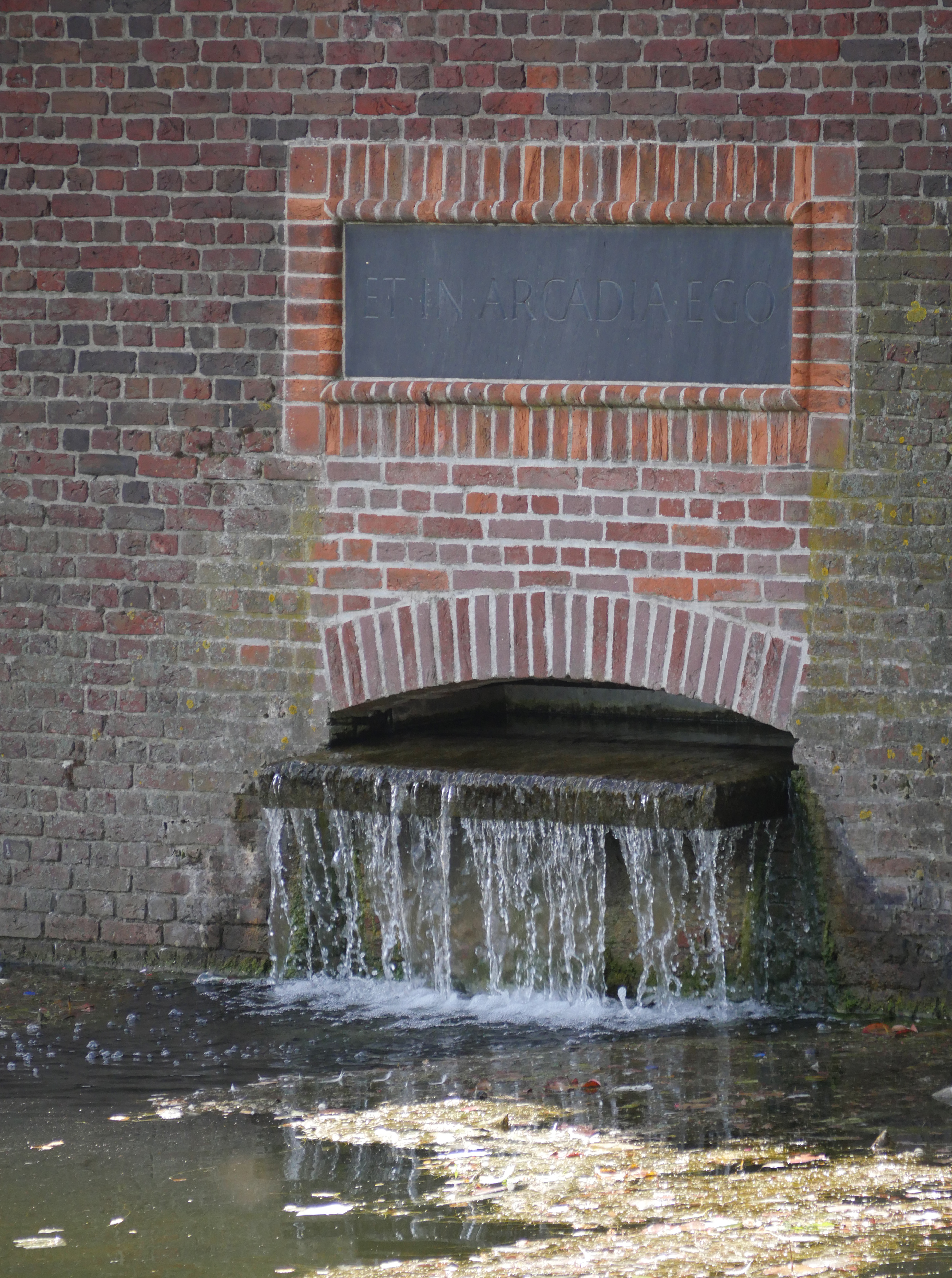
L'eau du Haagse Beek se jettant dans l'Hofvijver au Gevangenpoort.

Contrairement à ce que suggère le terme vijver (étang), le Hofvijver est à l'origine une lagune côtière naturelle dans lequel se jetaient le Haagse Beek (anciennement Duinbeek) et le Bosbeek, aujourd'hui comblé, en sortant du Haagse Bos. Le Beek subsiste aujourd'hui et l'étang est relié aux dunes près de Kijkduin. Une île se trouve dans cette lagune côtière sur laquelle le comte Guillaume II de Hollande construit son château au XIIIe siècle. Selon d'autres sources, il aurait construit son château à côté de l'étang et aurait fait creuser un fossé autour. Au cours de ce siècle, le lac est également approfondi.
Le Hofvijver, de forme rectangulaire, est construit par le comte Albert Ier de Hainaut au XIVe siècle. L'étang conserve encore aujourd'hui cette configuration, bien qu'il ait été doté de quais au XVIIe siècle et agrandi au XIXe siècle. Jusqu'en 1800 environ, la Binnenhof est entouré de douves et n'est accessible que par des ponts.
L'îlot actuel existe depuis environ 300 ans. On ne sait pas exactement comment et quand il est apparu. Un mât de drapeau est installé au milieu ; il est envahi par des arbres (avec pas ou presque pas d'arbustes). Il n'est pas ouvert au public. À côté se trouve un jet d'eau. Lors de manifestations, l'île a été « occupée » ou recouverte de banderoles à plusieurs reprises. La jeunesse moluquoise a voulu demander le soutien des Pays-Bas à leur souhait de déclarer la République des Moluques du Sud par l’occupation de l’île le 18 avril 1973.

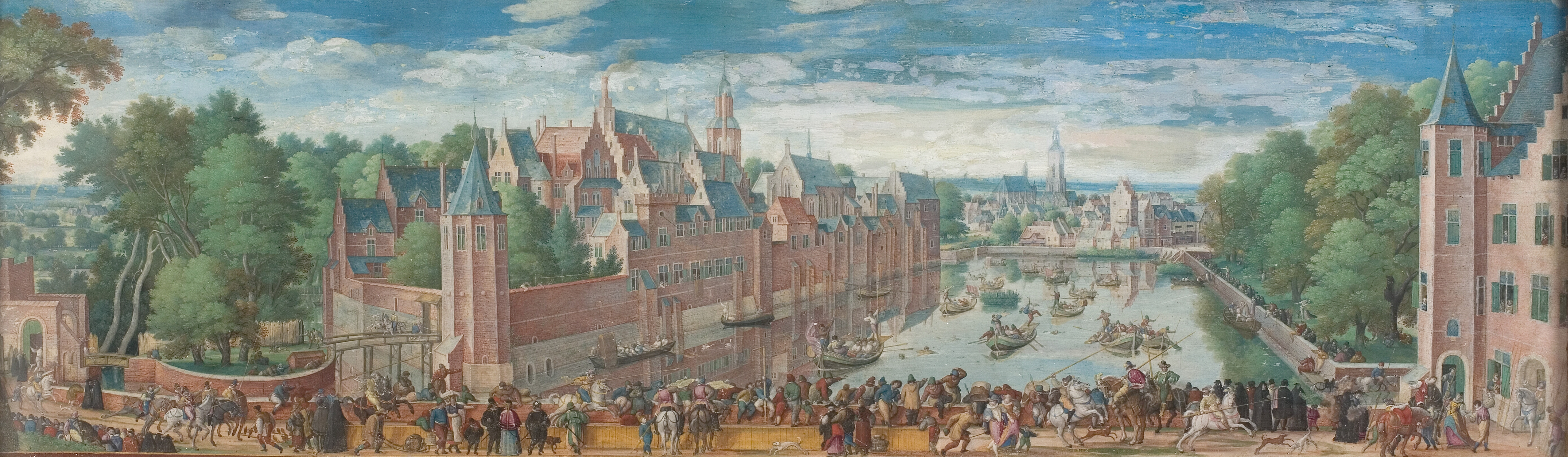
Hans Bol, Jeu de l'oie sur le Hofvijver, vers 1557-1593, l'une des plus anciennes vues de La Haye
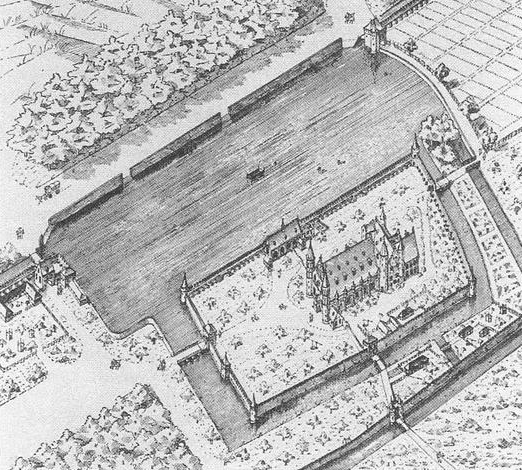
CH Peters, architecte national, état probable du tribunal intérieur et Hofvijver en vue plongeante vers 1400.

### Époque contemporaine

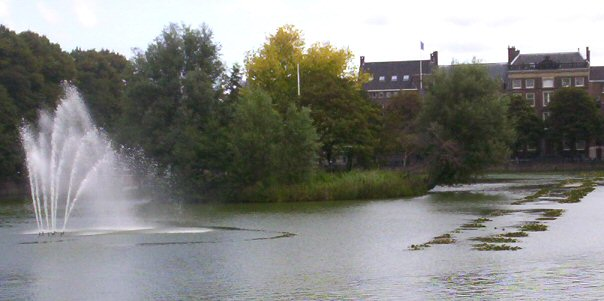
Jet d'eau, île et nénuphars vus depuis le Buitenhof.

Aujourd'hui, le Hofvijver borde le Buitenhof, mais jusqu'au XIXe siècle, des maisons étaient situées au bord de l'eau. Elles ont été démolies pour faire place à une route à côté du Gevangenpoort. 
L'étang est entouré d'un quai assez haut, l'eau y est très peu profonde. Au coin de Korte et Lange Vijverberg, le quai descend vers l'eau. Il y avait autrefois à cet emplacement un endroit où les chevaux pouvaient aller boire ; un deuxième endroit était situé de l'autre côté du Hofvijver, près du terrain de tournoi. 
Des bacs avec des nénuphars sont devant la Binnenhof et en hiver, une patinoire flottante est généralement installée. En 2004, une clôture sous-marine a été construite au Torentje, qui se trouve également sur l'étang, pour empêcher les personnes malveillantes de nager vers le bureau du Premier ministre sans être remarquées. 

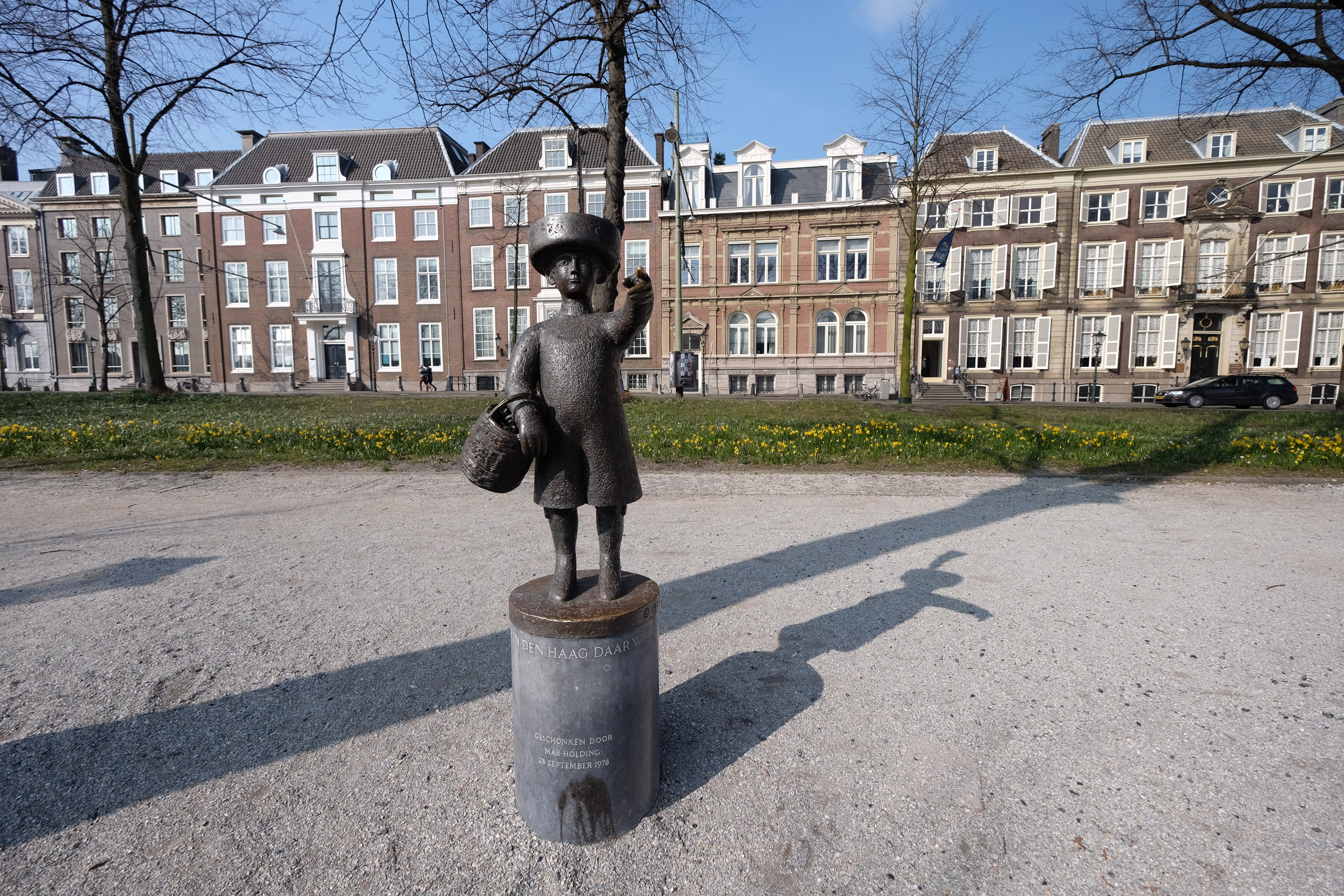
statue de Jantje sur le Lange Vijverberg.

Sur la rive en face de la Binnenhof (Lange Vijverberg) se dresse la statue de Jantje pointant vers la Binnenhof (« A La Haye vit un comte et son fils s'appelle Jantje / Si vous demandez où habite votre père, il vous montre du doigt avec sa petite main »). Ce Jantje est le comte Jean Ier de Hollande, fils et successeur de Florent V de Hollande alors qu'il n'avait que 15 ans. 
Plusieurs musées sont situés autour de l'étang, tels que le Mauritshuis, le Gevangenpoort, le musée historique de La Haye, le Musée Bredius et la Galerie Prince Guillaume V.

### Feux d'artifice

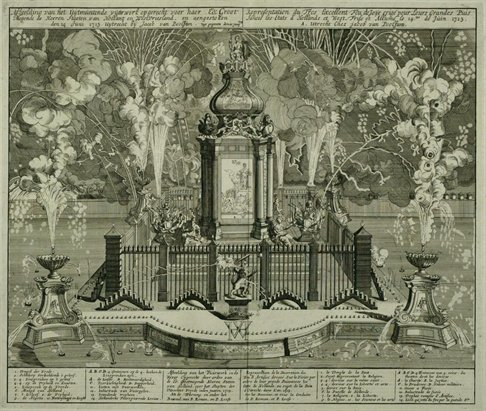
Feux d'artifice pour les traités d'Utrecht, avant 1719.

Des feux d'artifice sont organisés sur le Hofvijver pour célébrer des événements spéciaux, comme le traité de Ryswick en 1697, les traités d'Utrecht en 1713, illustrés dans une gravure de D. Stoopendaal, et le traité d'Aix-la-Chapelle (1748). Un grand feu d'artifice a également lieu sur le Hofvijver lors du réveillon du Nouvel An. À partir de 2017, le compte à rebours national, qui s'est déroulé au Nederlands Scheepvaartmuseum d'Amsterdam pendant les trois années précédentes, y est également organisé.

### Événements
Lorsque le Mauritshuis organise de grandes expositions, une grande tente flottante sur des pontons est érigée sur l'étang pour la restauration et l'entrée.
Chaque printemps, l'association étudiante d'aviron de La Haye Pelargos organise une régate d'aviron pour les entreprises, les politiciens et les étudiants sur le Hofvijver à des fins caritatives.
En juin et juillet 2015, un stade temporaire de beach-volley d'une capacité de 5 500 visiteurs a été construit sur le Hofvijver dans le cadre des championnats du monde de beach-volley 2015, qui se sont déroulés aux Pays-Bas cette année-là.
La semaine précédant le Prinsjesdag, la fondation Ooievaart organise chaque année des excursions en bateau sur le Hofvijver ; les visiteurs peuvent faire un tour de l'étang dans un bateau.

## Galerie

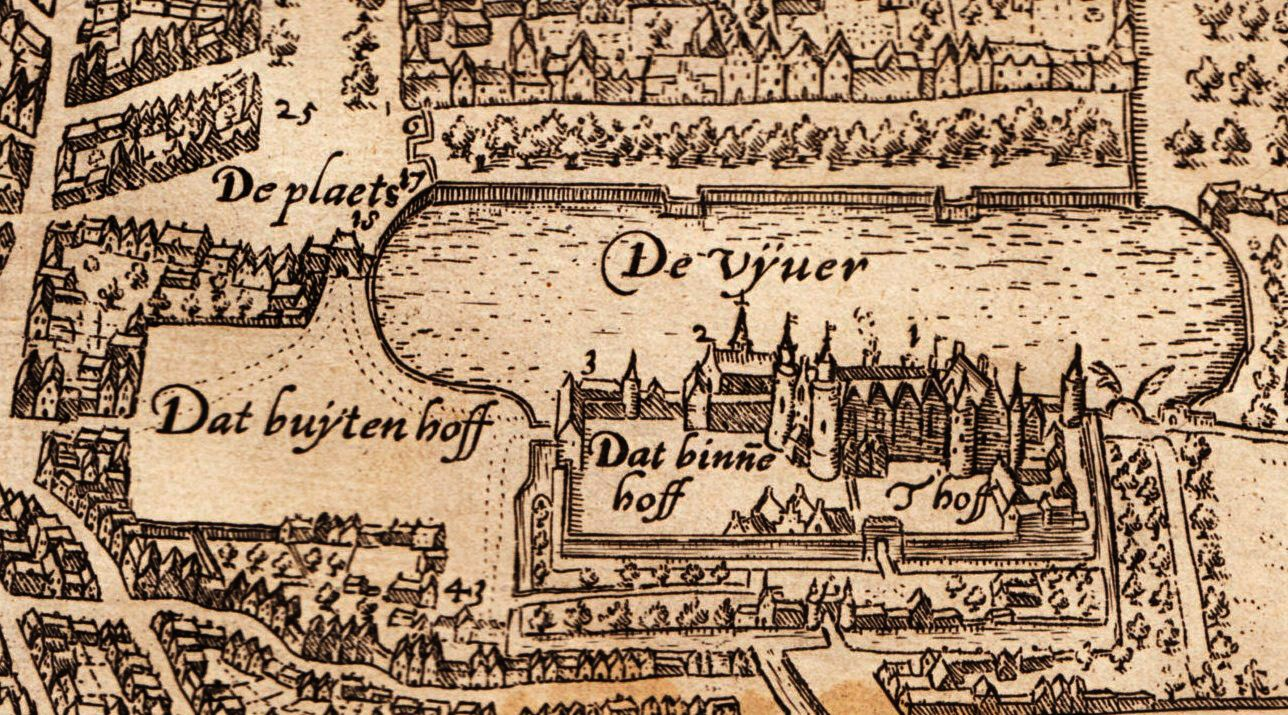
Carte du site à la fin du XVIIe siècle.
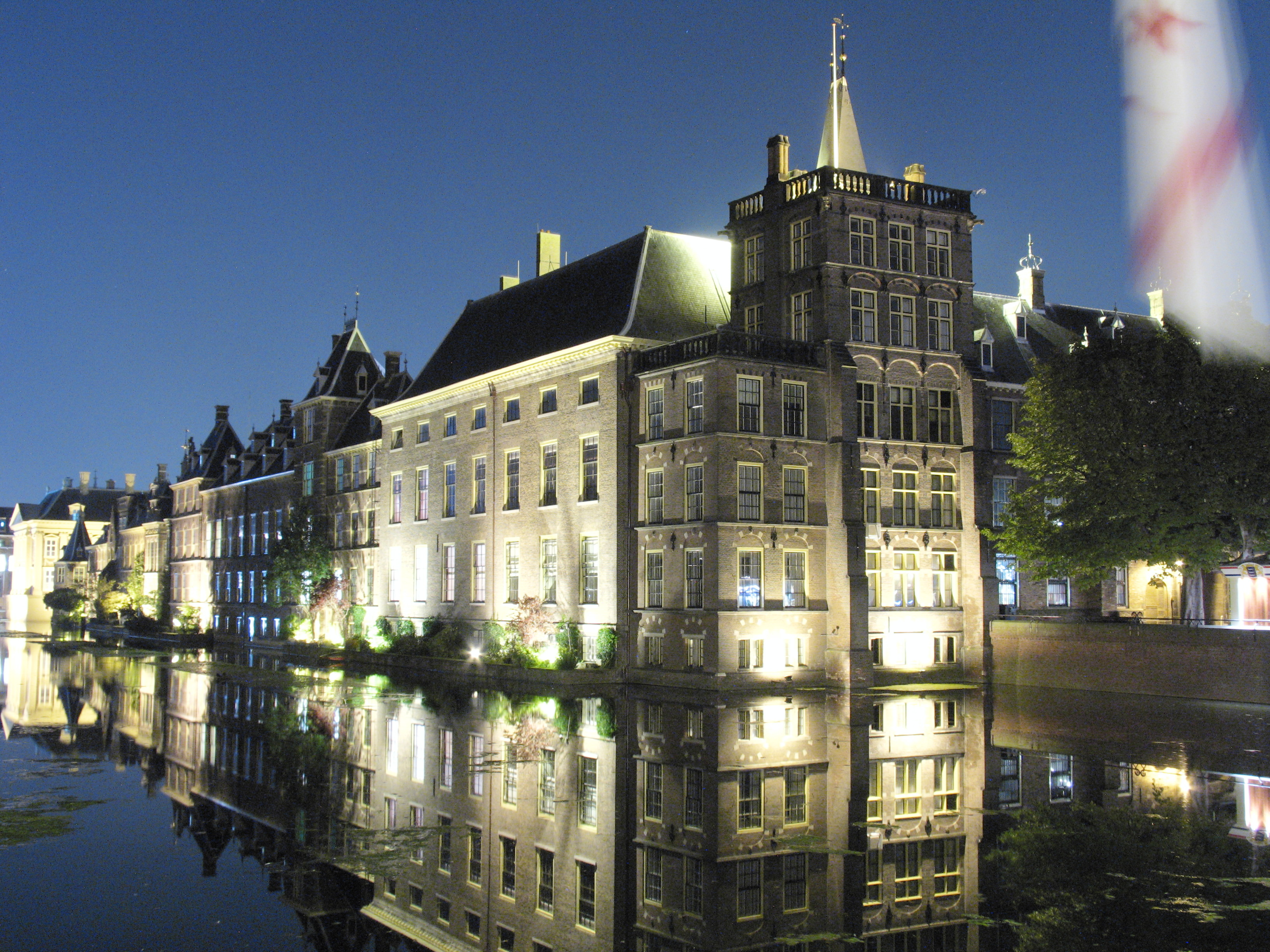
La Binnenhof vu depuis la Buitenhof.
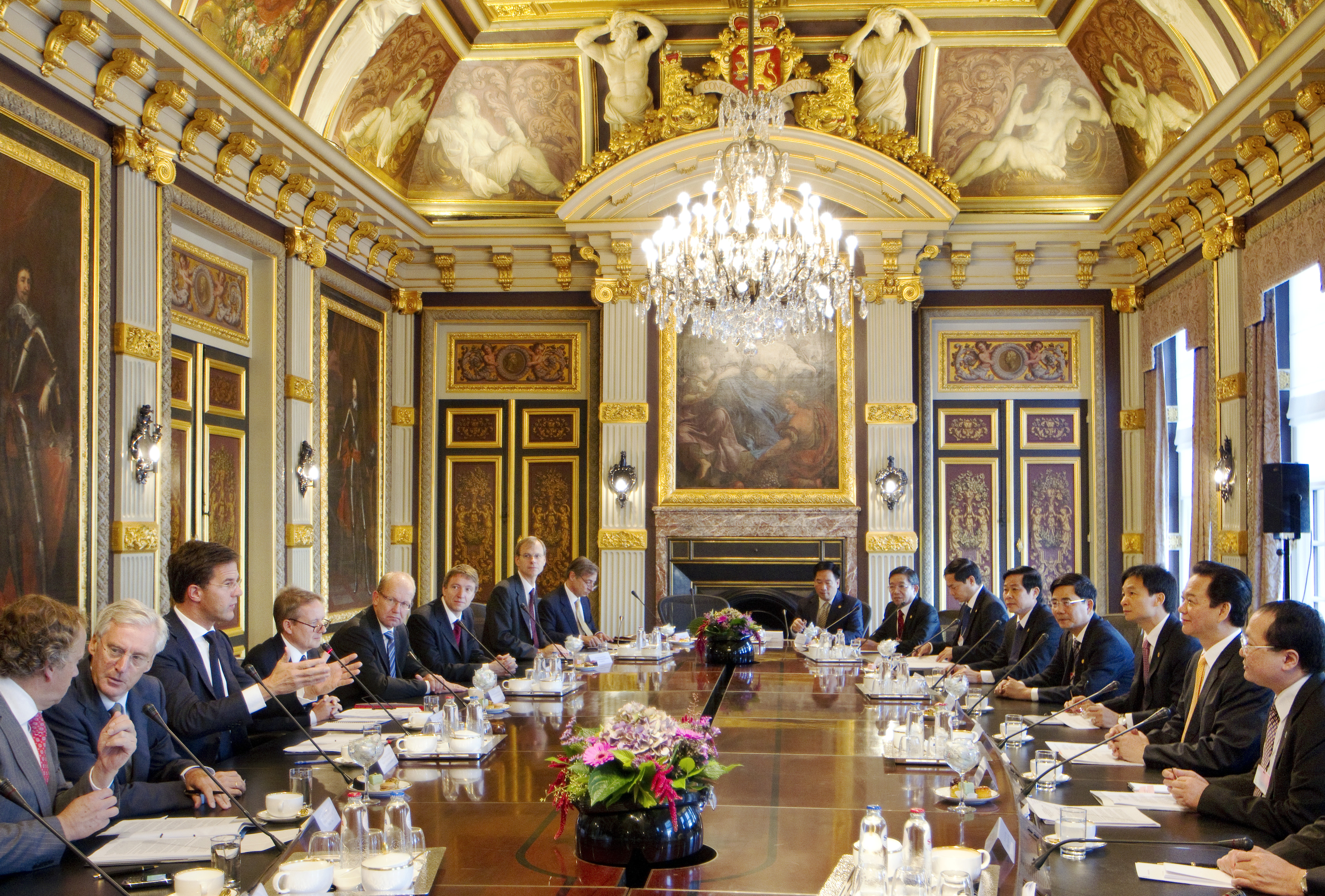
La salle du conseil des ministres, la Trêveszaal, dans sa forme actuelle de Daniel Marot (1697).
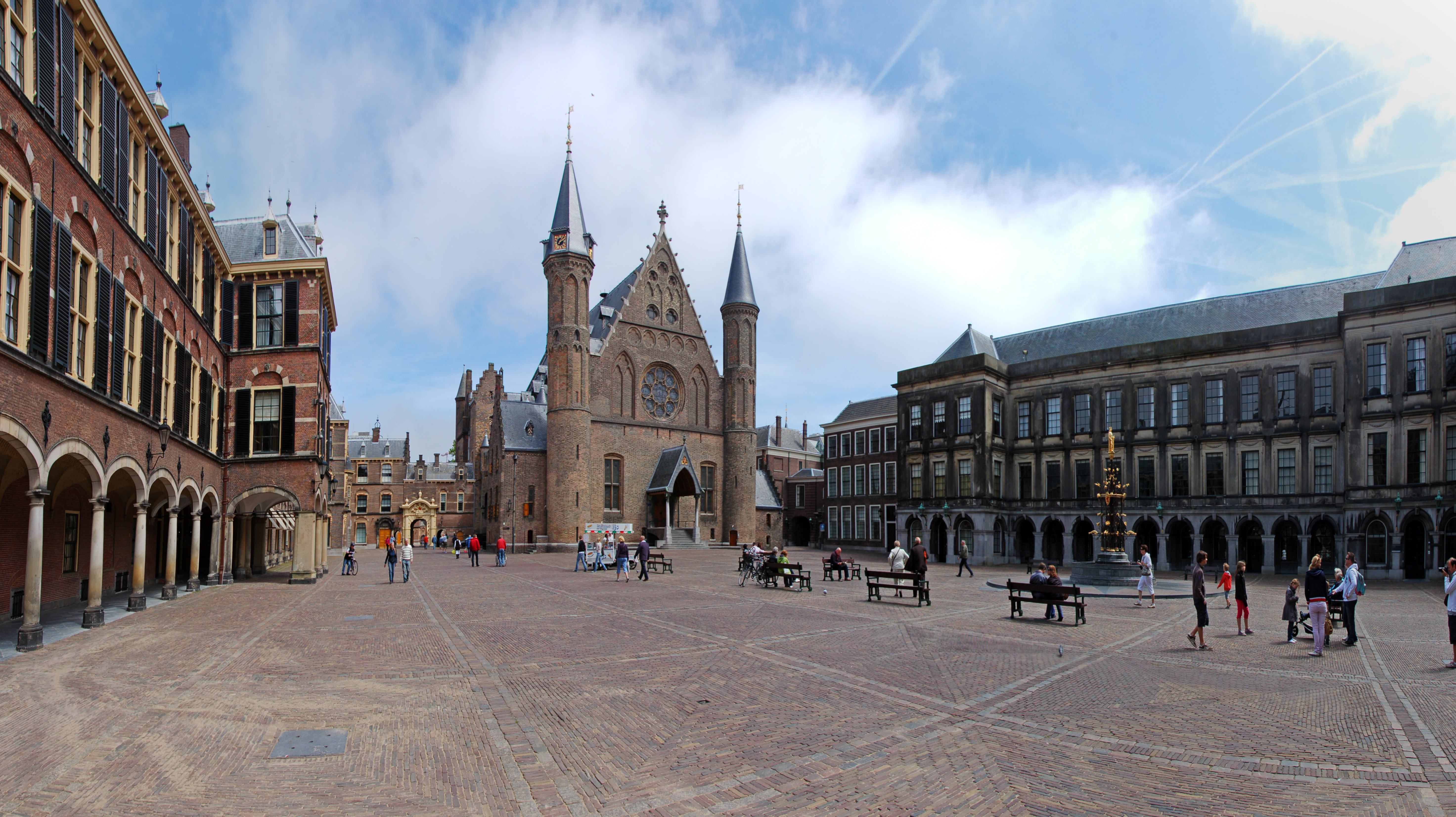
Vue globale de la Binnenhof, avec la Ridderzaal, la salle des chevaliers.
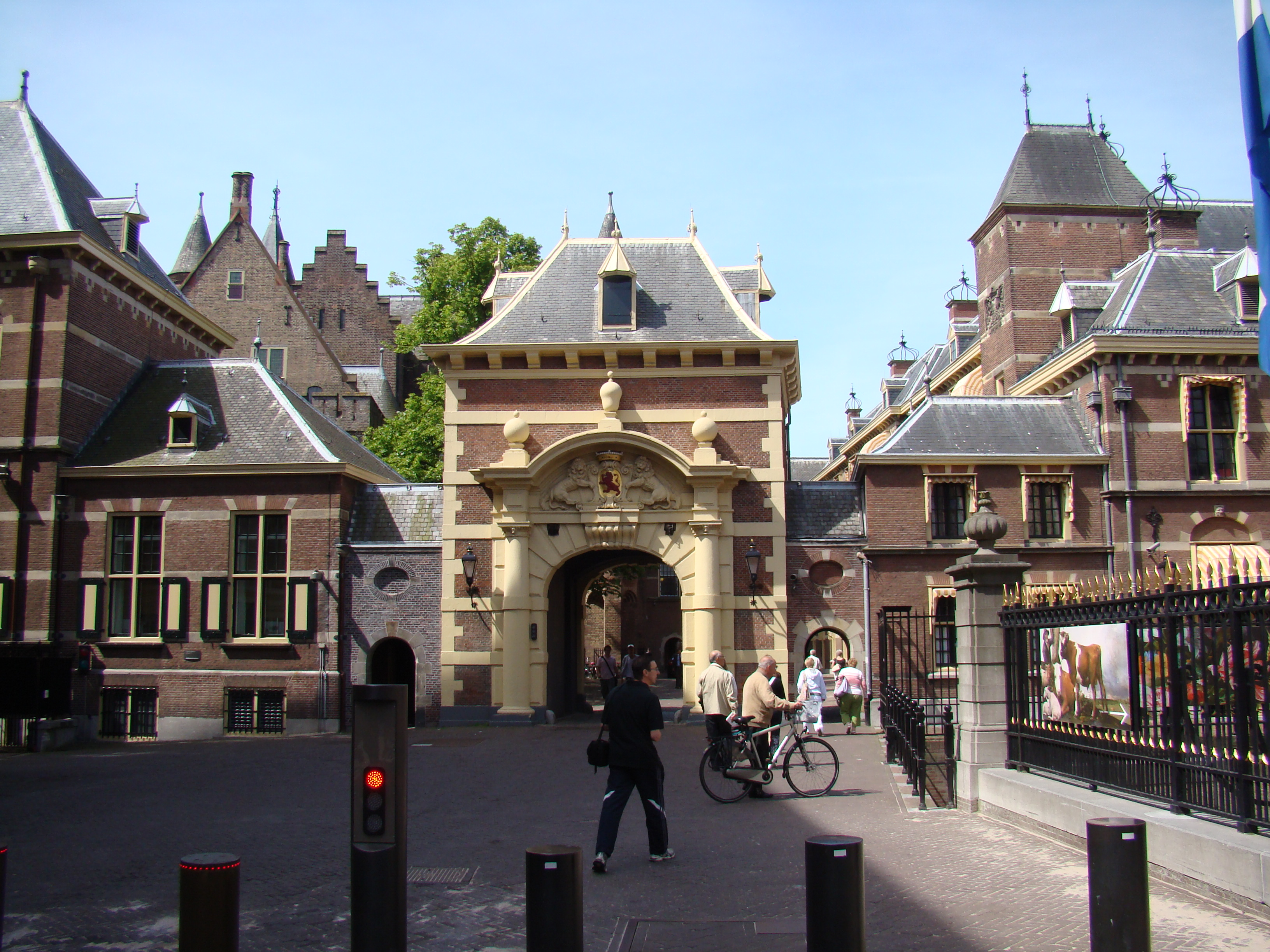
Ancienne fortification. Cette porte permet aujourd'hui d'accéder à la Binnenhof.
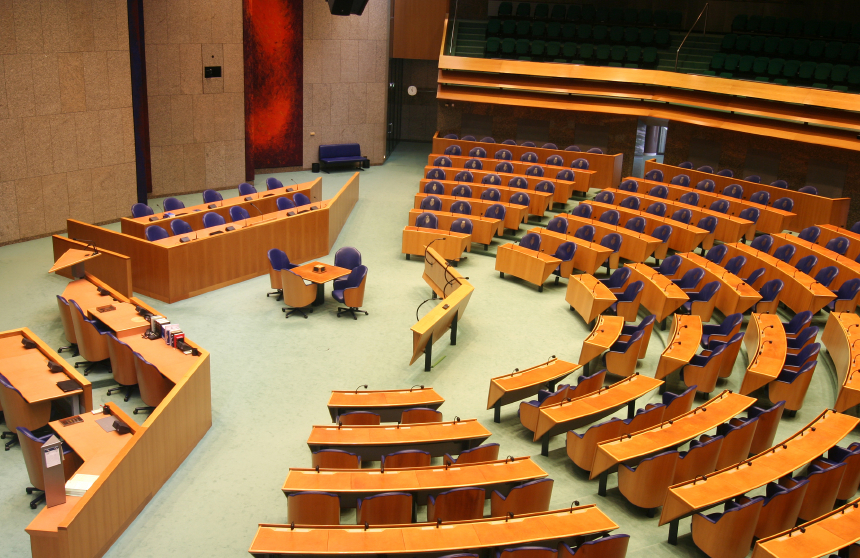
Ancienne salle plénière de la Seconde Chambre, en usage jusqu'en 2021.
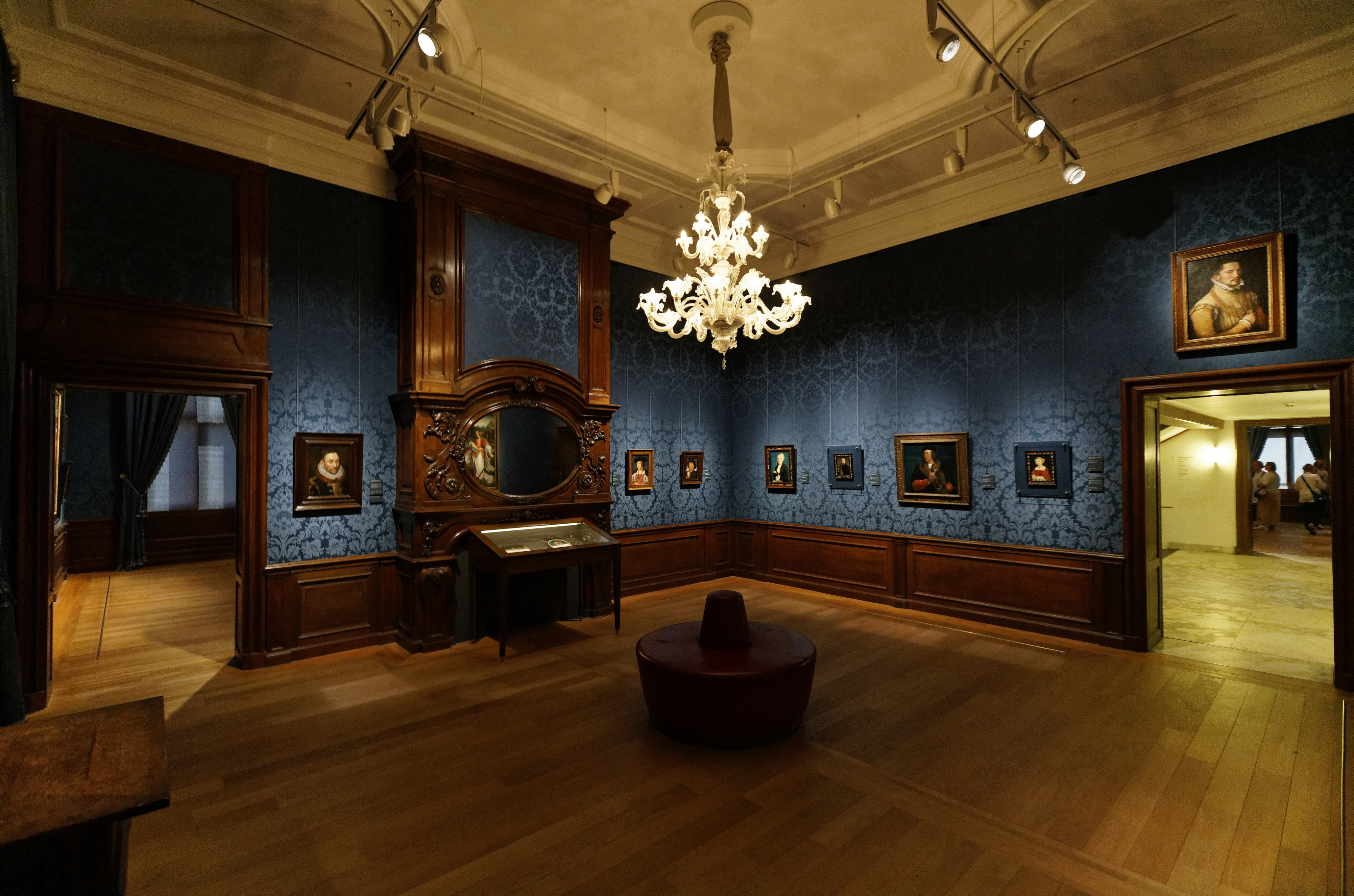
Intérieur de la Mauritshuis.